# Tàctica (escacs)
En escacs, el terme tàctica o també tema tàctic es refereix a una seqüència de jugades que limita les opcions de l'oponent, i normalment implica el guany d'un avantatge tangible. La tàctica és normalment definida en contraposició a l'estratègia, mitjançant la qual el guany d'avantatge es contempla a més llarg termini, i l'oponent té les opcions de resposta menys restringides.
Els fonaments dels temes tàctics són seqüències de jugades que provoquen que l'adversari no pugui atendre satisfactòriament totes les amenaces, de manera que el jugador que fa servir la tàctica obté un avantatge. La tàctica inclou temes com ara forquilles, enfilades, trens, atacs a la descoberta, atacs a la peça protectora, sobrecàrregues, desviació, clavades i interferències.
Sovint, diversos temes tàctics conflueixen en una combinació.

## Peces atacants i peces defensores
Hom diu que una peça ataca (o amenaça) una peça rival si, en la següent jugada, podria capturar-la. Hom diu que una peça en defensa (o protegeix) una altra de pròpia si, en cas que la peça defensada fos capturada pel rival, la defensora podria capturar, al seu torn, la peça rival. El fet d'atacar una peça, normalment (però no sempre, com és el cas d'un sacrifici), força la resposta del rival si la peça atacada no està defensada, o si la peça atacant és de menor valor que l'atacada.
En cas de patir un atac, hi ha diferents opcions:
- Capturar la peça atacant.
- Moure la peça atacada.
- Interposar una altra peça entre l'atacant i l'atacada.
- Mantenir la peça atacada al seu lloc, i per tant, permetre el canvi.
- Clavar la peça atacant de manera que la captura esdevingui il·legal o no profitosa.
- Optar per una zwischenzug.
- Crear una contraamenaça.

## El guany de material
Quan un jugador té la possibilitat de capturar una o diverses peces de l'oponent sense perdre'n cap de les pròpies, hom diu que aquest jugador ha guanyat material, això és, li resten més peces al tauler. L'objectiu i l'amenaça dels principals temes tàctics és el guany de material. A nivell professional, sovint la simple amenaça de perdre material provoca que algun dels jugadors caigui en una posició estratègicament inferior. En partides d'aficionats, en canvi, passa més sovint que el tema tàctic no és vist per algun jugador, de manera que la seva execució i el consegüent guany de material és la via més comuna per assolir un avantatge decisiu. El guany de material es pot aconseguir a través de diversos diferents tipus de temes tàctics.

### L'atac a la descoberta
Un atac a la descoberta és un moviment que permet un atac fet per una altra peça pròpia: un jugador mou una peça de lloc amb l'objectiu de treure-la del mig per tal que un alfil, torre, o dama propis ataquin una peça rival. Si la peça atacada és el rei, la situació és descrita com un escac a la descoberta. Els atacs a la descoberta són molt poderosos, ja que la peça que es mou sovint aprofita per crear una segona amenaça.
Un cas especial d'escac a la descoberta és l'escac doble, quan la peça moguda i la peça que hi havia darrere i de la qual es permet l'acció, ataquen ambdues el rei rival. Un escac doble requereix sempre que l'oponent mogui el seu rei, ja que el rei és atacat des de dues direccions i és per tant impossible aturar els dos atacs simultàniament amb un sol moviment, llevat que sigui movent el rei de la casella on pateix l'atac doble.
| Exemple animat d'un atac a la descoberta | Exemple animat d'un escac a la descoberta |
| ---------------------------------------- | ----------------------------------------- |
| Exemple animat d'un atac a la descoberta | Exemple animat d'un escac a la descoberta |

### La forquilla
|   | a | b | c | d | e | f | g | h |   |
| 8 | a8 negres torre · e8 negres rei · h8 negres torre · a7 negres peó · b7 negres peó · c7 blanques cavall · e7 negres peó · f7 negres peó · g7 negres alfil · h7 negres peó · c6 negres cavall · d6 negres peó · f6 negres cavall · g6 negres peó · c4 blanques peó · e4 negres dama · a2 blanques peó · b2 blanques peó · e2 blanques cavall · f2 blanques peó · g2 blanques peó · h2 blanques peó · a1 blanques torre · c1 blanques alfil · d1 blanques dama · f1 blanques torre · g1 blanques rei | a8 negres torre · e8 negres rei · h8 negres torre · a7 negres peó · b7 negres peó · c7 blanques cavall · e7 negres peó · f7 negres peó · g7 negres alfil · h7 negres peó · c6 negres cavall · d6 negres peó · f6 negres cavall · g6 negres peó · c4 blanques peó · e4 negres dama · a2 blanques peó · b2 blanques peó · e2 blanques cavall · f2 blanques peó · g2 blanques peó · h2 blanques peó · a1 blanques torre · c1 blanques alfil · d1 blanques dama · f1 blanques torre · g1 blanques rei | a8 negres torre · e8 negres rei · h8 negres torre · a7 negres peó · b7 negres peó · c7 blanques cavall · e7 negres peó · f7 negres peó · g7 negres alfil · h7 negres peó · c6 negres cavall · d6 negres peó · f6 negres cavall · g6 negres peó · c4 blanques peó · e4 negres dama · a2 blanques peó · b2 blanques peó · e2 blanques cavall · f2 blanques peó · g2 blanques peó · h2 blanques peó · a1 blanques torre · c1 blanques alfil · d1 blanques dama · f1 blanques torre · g1 blanques rei | a8 negres torre · e8 negres rei · h8 negres torre · a7 negres peó · b7 negres peó · c7 blanques cavall · e7 negres peó · f7 negres peó · g7 negres alfil · h7 negres peó · c6 negres cavall · d6 negres peó · f6 negres cavall · g6 negres peó · c4 blanques peó · e4 negres dama · a2 blanques peó · b2 blanques peó · e2 blanques cavall · f2 blanques peó · g2 blanques peó · h2 blanques peó · a1 blanques torre · c1 blanques alfil · d1 blanques dama · f1 blanques torre · g1 blanques rei | a8 negres torre · e8 negres rei · h8 negres torre · a7 negres peó · b7 negres peó · c7 blanques cavall · e7 negres peó · f7 negres peó · g7 negres alfil · h7 negres peó · c6 negres cavall · d6 negres peó · f6 negres cavall · g6 negres peó · c4 blanques peó · e4 negres dama · a2 blanques peó · b2 blanques peó · e2 blanques cavall · f2 blanques peó · g2 blanques peó · h2 blanques peó · a1 blanques torre · c1 blanques alfil · d1 blanques dama · f1 blanques torre · g1 blanques rei | a8 negres torre · e8 negres rei · h8 negres torre · a7 negres peó · b7 negres peó · c7 blanques cavall · e7 negres peó · f7 negres peó · g7 negres alfil · h7 negres peó · c6 negres cavall · d6 negres peó · f6 negres cavall · g6 negres peó · c4 blanques peó · e4 negres dama · a2 blanques peó · b2 blanques peó · e2 blanques cavall · f2 blanques peó · g2 blanques peó · h2 blanques peó · a1 blanques torre · c1 blanques alfil · d1 blanques dama · f1 blanques torre · g1 blanques rei | a8 negres torre · e8 negres rei · h8 negres torre · a7 negres peó · b7 negres peó · c7 blanques cavall · e7 negres peó · f7 negres peó · g7 negres alfil · h7 negres peó · c6 negres cavall · d6 negres peó · f6 negres cavall · g6 negres peó · c4 blanques peó · e4 negres dama · a2 blanques peó · b2 blanques peó · e2 blanques cavall · f2 blanques peó · g2 blanques peó · h2 blanques peó · a1 blanques torre · c1 blanques alfil · d1 blanques dama · f1 blanques torre · g1 blanques rei | a8 negres torre · e8 negres rei · h8 negres torre · a7 negres peó · b7 negres peó · c7 blanques cavall · e7 negres peó · f7 negres peó · g7 negres alfil · h7 negres peó · c6 negres cavall · d6 negres peó · f6 negres cavall · g6 negres peó · c4 blanques peó · e4 negres dama · a2 blanques peó · b2 blanques peó · e2 blanques cavall · f2 blanques peó · g2 blanques peó · h2 blanques peó · a1 blanques torre · c1 blanques alfil · d1 blanques dama · f1 blanques torre · g1 blanques rei | 8 |
| 7 | a8 negres torre · e8 negres rei · h8 negres torre · a7 negres peó · b7 negres peó · c7 blanques cavall · e7 negres peó · f7 negres peó · g7 negres alfil · h7 negres peó · c6 negres cavall · d6 negres peó · f6 negres cavall · g6 negres peó · c4 blanques peó · e4 negres dama · a2 blanques peó · b2 blanques peó · e2 blanques cavall · f2 blanques peó · g2 blanques peó · h2 blanques peó · a1 blanques torre · c1 blanques alfil · d1 blanques dama · f1 blanques torre · g1 blanques rei | a8 negres torre · e8 negres rei · h8 negres torre · a7 negres peó · b7 negres peó · c7 blanques cavall · e7 negres peó · f7 negres peó · g7 negres alfil · h7 negres peó · c6 negres cavall · d6 negres peó · f6 negres cavall · g6 negres peó · c4 blanques peó · e4 negres dama · a2 blanques peó · b2 blanques peó · e2 blanques cavall · f2 blanques peó · g2 blanques peó · h2 blanques peó · a1 blanques torre · c1 blanques alfil · d1 blanques dama · f1 blanques torre · g1 blanques rei | a8 negres torre · e8 negres rei · h8 negres torre · a7 negres peó · b7 negres peó · c7 blanques cavall · e7 negres peó · f7 negres peó · g7 negres alfil · h7 negres peó · c6 negres cavall · d6 negres peó · f6 negres cavall · g6 negres peó · c4 blanques peó · e4 negres dama · a2 blanques peó · b2 blanques peó · e2 blanques cavall · f2 blanques peó · g2 blanques peó · h2 blanques peó · a1 blanques torre · c1 blanques alfil · d1 blanques dama · f1 blanques torre · g1 blanques rei | a8 negres torre · e8 negres rei · h8 negres torre · a7 negres peó · b7 negres peó · c7 blanques cavall · e7 negres peó · f7 negres peó · g7 negres alfil · h7 negres peó · c6 negres cavall · d6 negres peó · f6 negres cavall · g6 negres peó · c4 blanques peó · e4 negres dama · a2 blanques peó · b2 blanques peó · e2 blanques cavall · f2 blanques peó · g2 blanques peó · h2 blanques peó · a1 blanques torre · c1 blanques alfil · d1 blanques dama · f1 blanques torre · g1 blanques rei | a8 negres torre · e8 negres rei · h8 negres torre · a7 negres peó · b7 negres peó · c7 blanques cavall · e7 negres peó · f7 negres peó · g7 negres alfil · h7 negres peó · c6 negres cavall · d6 negres peó · f6 negres cavall · g6 negres peó · c4 blanques peó · e4 negres dama · a2 blanques peó · b2 blanques peó · e2 blanques cavall · f2 blanques peó · g2 blanques peó · h2 blanques peó · a1 blanques torre · c1 blanques alfil · d1 blanques dama · f1 blanques torre · g1 blanques rei | a8 negres torre · e8 negres rei · h8 negres torre · a7 negres peó · b7 negres peó · c7 blanques cavall · e7 negres peó · f7 negres peó · g7 negres alfil · h7 negres peó · c6 negres cavall · d6 negres peó · f6 negres cavall · g6 negres peó · c4 blanques peó · e4 negres dama · a2 blanques peó · b2 blanques peó · e2 blanques cavall · f2 blanques peó · g2 blanques peó · h2 blanques peó · a1 blanques torre · c1 blanques alfil · d1 blanques dama · f1 blanques torre · g1 blanques rei | a8 negres torre · e8 negres rei · h8 negres torre · a7 negres peó · b7 negres peó · c7 blanques cavall · e7 negres peó · f7 negres peó · g7 negres alfil · h7 negres peó · c6 negres cavall · d6 negres peó · f6 negres cavall · g6 negres peó · c4 blanques peó · e4 negres dama · a2 blanques peó · b2 blanques peó · e2 blanques cavall · f2 blanques peó · g2 blanques peó · h2 blanques peó · a1 blanques torre · c1 blanques alfil · d1 blanques dama · f1 blanques torre · g1 blanques rei | a8 negres torre · e8 negres rei · h8 negres torre · a7 negres peó · b7 negres peó · c7 blanques cavall · e7 negres peó · f7 negres peó · g7 negres alfil · h7 negres peó · c6 negres cavall · d6 negres peó · f6 negres cavall · g6 negres peó · c4 blanques peó · e4 negres dama · a2 blanques peó · b2 blanques peó · e2 blanques cavall · f2 blanques peó · g2 blanques peó · h2 blanques peó · a1 blanques torre · c1 blanques alfil · d1 blanques dama · f1 blanques torre · g1 blanques rei | 7 |
| 6 | a8 negres torre · e8 negres rei · h8 negres torre · a7 negres peó · b7 negres peó · c7 blanques cavall · e7 negres peó · f7 negres peó · g7 negres alfil · h7 negres peó · c6 negres cavall · d6 negres peó · f6 negres cavall · g6 negres peó · c4 blanques peó · e4 negres dama · a2 blanques peó · b2 blanques peó · e2 blanques cavall · f2 blanques peó · g2 blanques peó · h2 blanques peó · a1 blanques torre · c1 blanques alfil · d1 blanques dama · f1 blanques torre · g1 blanques rei | a8 negres torre · e8 negres rei · h8 negres torre · a7 negres peó · b7 negres peó · c7 blanques cavall · e7 negres peó · f7 negres peó · g7 negres alfil · h7 negres peó · c6 negres cavall · d6 negres peó · f6 negres cavall · g6 negres peó · c4 blanques peó · e4 negres dama · a2 blanques peó · b2 blanques peó · e2 blanques cavall · f2 blanques peó · g2 blanques peó · h2 blanques peó · a1 blanques torre · c1 blanques alfil · d1 blanques dama · f1 blanques torre · g1 blanques rei | a8 negres torre · e8 negres rei · h8 negres torre · a7 negres peó · b7 negres peó · c7 blanques cavall · e7 negres peó · f7 negres peó · g7 negres alfil · h7 negres peó · c6 negres cavall · d6 negres peó · f6 negres cavall · g6 negres peó · c4 blanques peó · e4 negres dama · a2 blanques peó · b2 blanques peó · e2 blanques cavall · f2 blanques peó · g2 blanques peó · h2 blanques peó · a1 blanques torre · c1 blanques alfil · d1 blanques dama · f1 blanques torre · g1 blanques rei | a8 negres torre · e8 negres rei · h8 negres torre · a7 negres peó · b7 negres peó · c7 blanques cavall · e7 negres peó · f7 negres peó · g7 negres alfil · h7 negres peó · c6 negres cavall · d6 negres peó · f6 negres cavall · g6 negres peó · c4 blanques peó · e4 negres dama · a2 blanques peó · b2 blanques peó · e2 blanques cavall · f2 blanques peó · g2 blanques peó · h2 blanques peó · a1 blanques torre · c1 blanques alfil · d1 blanques dama · f1 blanques torre · g1 blanques rei | a8 negres torre · e8 negres rei · h8 negres torre · a7 negres peó · b7 negres peó · c7 blanques cavall · e7 negres peó · f7 negres peó · g7 negres alfil · h7 negres peó · c6 negres cavall · d6 negres peó · f6 negres cavall · g6 negres peó · c4 blanques peó · e4 negres dama · a2 blanques peó · b2 blanques peó · e2 blanques cavall · f2 blanques peó · g2 blanques peó · h2 blanques peó · a1 blanques torre · c1 blanques alfil · d1 blanques dama · f1 blanques torre · g1 blanques rei | a8 negres torre · e8 negres rei · h8 negres torre · a7 negres peó · b7 negres peó · c7 blanques cavall · e7 negres peó · f7 negres peó · g7 negres alfil · h7 negres peó · c6 negres cavall · d6 negres peó · f6 negres cavall · g6 negres peó · c4 blanques peó · e4 negres dama · a2 blanques peó · b2 blanques peó · e2 blanques cavall · f2 blanques peó · g2 blanques peó · h2 blanques peó · a1 blanques torre · c1 blanques alfil · d1 blanques dama · f1 blanques torre · g1 blanques rei | a8 negres torre · e8 negres rei · h8 negres torre · a7 negres peó · b7 negres peó · c7 blanques cavall · e7 negres peó · f7 negres peó · g7 negres alfil · h7 negres peó · c6 negres cavall · d6 negres peó · f6 negres cavall · g6 negres peó · c4 blanques peó · e4 negres dama · a2 blanques peó · b2 blanques peó · e2 blanques cavall · f2 blanques peó · g2 blanques peó · h2 blanques peó · a1 blanques torre · c1 blanques alfil · d1 blanques dama · f1 blanques torre · g1 blanques rei | a8 negres torre · e8 negres rei · h8 negres torre · a7 negres peó · b7 negres peó · c7 blanques cavall · e7 negres peó · f7 negres peó · g7 negres alfil · h7 negres peó · c6 negres cavall · d6 negres peó · f6 negres cavall · g6 negres peó · c4 blanques peó · e4 negres dama · a2 blanques peó · b2 blanques peó · e2 blanques cavall · f2 blanques peó · g2 blanques peó · h2 blanques peó · a1 blanques torre · c1 blanques alfil · d1 blanques dama · f1 blanques torre · g1 blanques rei | 6 |
| 5 | a8 negres torre · e8 negres rei · h8 negres torre · a7 negres peó · b7 negres peó · c7 blanques cavall · e7 negres peó · f7 negres peó · g7 negres alfil · h7 negres peó · c6 negres cavall · d6 negres peó · f6 negres cavall · g6 negres peó · c4 blanques peó · e4 negres dama · a2 blanques peó · b2 blanques peó · e2 blanques cavall · f2 blanques peó · g2 blanques peó · h2 blanques peó · a1 blanques torre · c1 blanques alfil · d1 blanques dama · f1 blanques torre · g1 blanques rei | a8 negres torre · e8 negres rei · h8 negres torre · a7 negres peó · b7 negres peó · c7 blanques cavall · e7 negres peó · f7 negres peó · g7 negres alfil · h7 negres peó · c6 negres cavall · d6 negres peó · f6 negres cavall · g6 negres peó · c4 blanques peó · e4 negres dama · a2 blanques peó · b2 blanques peó · e2 blanques cavall · f2 blanques peó · g2 blanques peó · h2 blanques peó · a1 blanques torre · c1 blanques alfil · d1 blanques dama · f1 blanques torre · g1 blanques rei | a8 negres torre · e8 negres rei · h8 negres torre · a7 negres peó · b7 negres peó · c7 blanques cavall · e7 negres peó · f7 negres peó · g7 negres alfil · h7 negres peó · c6 negres cavall · d6 negres peó · f6 negres cavall · g6 negres peó · c4 blanques peó · e4 negres dama · a2 blanques peó · b2 blanques peó · e2 blanques cavall · f2 blanques peó · g2 blanques peó · h2 blanques peó · a1 blanques torre · c1 blanques alfil · d1 blanques dama · f1 blanques torre · g1 blanques rei | a8 negres torre · e8 negres rei · h8 negres torre · a7 negres peó · b7 negres peó · c7 blanques cavall · e7 negres peó · f7 negres peó · g7 negres alfil · h7 negres peó · c6 negres cavall · d6 negres peó · f6 negres cavall · g6 negres peó · c4 blanques peó · e4 negres dama · a2 blanques peó · b2 blanques peó · e2 blanques cavall · f2 blanques peó · g2 blanques peó · h2 blanques peó · a1 blanques torre · c1 blanques alfil · d1 blanques dama · f1 blanques torre · g1 blanques rei | a8 negres torre · e8 negres rei · h8 negres torre · a7 negres peó · b7 negres peó · c7 blanques cavall · e7 negres peó · f7 negres peó · g7 negres alfil · h7 negres peó · c6 negres cavall · d6 negres peó · f6 negres cavall · g6 negres peó · c4 blanques peó · e4 negres dama · a2 blanques peó · b2 blanques peó · e2 blanques cavall · f2 blanques peó · g2 blanques peó · h2 blanques peó · a1 blanques torre · c1 blanques alfil · d1 blanques dama · f1 blanques torre · g1 blanques rei | a8 negres torre · e8 negres rei · h8 negres torre · a7 negres peó · b7 negres peó · c7 blanques cavall · e7 negres peó · f7 negres peó · g7 negres alfil · h7 negres peó · c6 negres cavall · d6 negres peó · f6 negres cavall · g6 negres peó · c4 blanques peó · e4 negres dama · a2 blanques peó · b2 blanques peó · e2 blanques cavall · f2 blanques peó · g2 blanques peó · h2 blanques peó · a1 blanques torre · c1 blanques alfil · d1 blanques dama · f1 blanques torre · g1 blanques rei | a8 negres torre · e8 negres rei · h8 negres torre · a7 negres peó · b7 negres peó · c7 blanques cavall · e7 negres peó · f7 negres peó · g7 negres alfil · h7 negres peó · c6 negres cavall · d6 negres peó · f6 negres cavall · g6 negres peó · c4 blanques peó · e4 negres dama · a2 blanques peó · b2 blanques peó · e2 blanques cavall · f2 blanques peó · g2 blanques peó · h2 blanques peó · a1 blanques torre · c1 blanques alfil · d1 blanques dama · f1 blanques torre · g1 blanques rei | a8 negres torre · e8 negres rei · h8 negres torre · a7 negres peó · b7 negres peó · c7 blanques cavall · e7 negres peó · f7 negres peó · g7 negres alfil · h7 negres peó · c6 negres cavall · d6 negres peó · f6 negres cavall · g6 negres peó · c4 blanques peó · e4 negres dama · a2 blanques peó · b2 blanques peó · e2 blanques cavall · f2 blanques peó · g2 blanques peó · h2 blanques peó · a1 blanques torre · c1 blanques alfil · d1 blanques dama · f1 blanques torre · g1 blanques rei | 5 |
| 4 | a8 negres torre · e8 negres rei · h8 negres torre · a7 negres peó · b7 negres peó · c7 blanques cavall · e7 negres peó · f7 negres peó · g7 negres alfil · h7 negres peó · c6 negres cavall · d6 negres peó · f6 negres cavall · g6 negres peó · c4 blanques peó · e4 negres dama · a2 blanques peó · b2 blanques peó · e2 blanques cavall · f2 blanques peó · g2 blanques peó · h2 blanques peó · a1 blanques torre · c1 blanques alfil · d1 blanques dama · f1 blanques torre · g1 blanques rei | a8 negres torre · e8 negres rei · h8 negres torre · a7 negres peó · b7 negres peó · c7 blanques cavall · e7 negres peó · f7 negres peó · g7 negres alfil · h7 negres peó · c6 negres cavall · d6 negres peó · f6 negres cavall · g6 negres peó · c4 blanques peó · e4 negres dama · a2 blanques peó · b2 blanques peó · e2 blanques cavall · f2 blanques peó · g2 blanques peó · h2 blanques peó · a1 blanques torre · c1 blanques alfil · d1 blanques dama · f1 blanques torre · g1 blanques rei | a8 negres torre · e8 negres rei · h8 negres torre · a7 negres peó · b7 negres peó · c7 blanques cavall · e7 negres peó · f7 negres peó · g7 negres alfil · h7 negres peó · c6 negres cavall · d6 negres peó · f6 negres cavall · g6 negres peó · c4 blanques peó · e4 negres dama · a2 blanques peó · b2 blanques peó · e2 blanques cavall · f2 blanques peó · g2 blanques peó · h2 blanques peó · a1 blanques torre · c1 blanques alfil · d1 blanques dama · f1 blanques torre · g1 blanques rei | a8 negres torre · e8 negres rei · h8 negres torre · a7 negres peó · b7 negres peó · c7 blanques cavall · e7 negres peó · f7 negres peó · g7 negres alfil · h7 negres peó · c6 negres cavall · d6 negres peó · f6 negres cavall · g6 negres peó · c4 blanques peó · e4 negres dama · a2 blanques peó · b2 blanques peó · e2 blanques cavall · f2 blanques peó · g2 blanques peó · h2 blanques peó · a1 blanques torre · c1 blanques alfil · d1 blanques dama · f1 blanques torre · g1 blanques rei | a8 negres torre · e8 negres rei · h8 negres torre · a7 negres peó · b7 negres peó · c7 blanques cavall · e7 negres peó · f7 negres peó · g7 negres alfil · h7 negres peó · c6 negres cavall · d6 negres peó · f6 negres cavall · g6 negres peó · c4 blanques peó · e4 negres dama · a2 blanques peó · b2 blanques peó · e2 blanques cavall · f2 blanques peó · g2 blanques peó · h2 blanques peó · a1 blanques torre · c1 blanques alfil · d1 blanques dama · f1 blanques torre · g1 blanques rei | a8 negres torre · e8 negres rei · h8 negres torre · a7 negres peó · b7 negres peó · c7 blanques cavall · e7 negres peó · f7 negres peó · g7 negres alfil · h7 negres peó · c6 negres cavall · d6 negres peó · f6 negres cavall · g6 negres peó · c4 blanques peó · e4 negres dama · a2 blanques peó · b2 blanques peó · e2 blanques cavall · f2 blanques peó · g2 blanques peó · h2 blanques peó · a1 blanques torre · c1 blanques alfil · d1 blanques dama · f1 blanques torre · g1 blanques rei | a8 negres torre · e8 negres rei · h8 negres torre · a7 negres peó · b7 negres peó · c7 blanques cavall · e7 negres peó · f7 negres peó · g7 negres alfil · h7 negres peó · c6 negres cavall · d6 negres peó · f6 negres cavall · g6 negres peó · c4 blanques peó · e4 negres dama · a2 blanques peó · b2 blanques peó · e2 blanques cavall · f2 blanques peó · g2 blanques peó · h2 blanques peó · a1 blanques torre · c1 blanques alfil · d1 blanques dama · f1 blanques torre · g1 blanques rei | a8 negres torre · e8 negres rei · h8 negres torre · a7 negres peó · b7 negres peó · c7 blanques cavall · e7 negres peó · f7 negres peó · g7 negres alfil · h7 negres peó · c6 negres cavall · d6 negres peó · f6 negres cavall · g6 negres peó · c4 blanques peó · e4 negres dama · a2 blanques peó · b2 blanques peó · e2 blanques cavall · f2 blanques peó · g2 blanques peó · h2 blanques peó · a1 blanques torre · c1 blanques alfil · d1 blanques dama · f1 blanques torre · g1 blanques rei | 4 |
| 3 | a8 negres torre · e8 negres rei · h8 negres torre · a7 negres peó · b7 negres peó · c7 blanques cavall · e7 negres peó · f7 negres peó · g7 negres alfil · h7 negres peó · c6 negres cavall · d6 negres peó · f6 negres cavall · g6 negres peó · c4 blanques peó · e4 negres dama · a2 blanques peó · b2 blanques peó · e2 blanques cavall · f2 blanques peó · g2 blanques peó · h2 blanques peó · a1 blanques torre · c1 blanques alfil · d1 blanques dama · f1 blanques torre · g1 blanques rei | a8 negres torre · e8 negres rei · h8 negres torre · a7 negres peó · b7 negres peó · c7 blanques cavall · e7 negres peó · f7 negres peó · g7 negres alfil · h7 negres peó · c6 negres cavall · d6 negres peó · f6 negres cavall · g6 negres peó · c4 blanques peó · e4 negres dama · a2 blanques peó · b2 blanques peó · e2 blanques cavall · f2 blanques peó · g2 blanques peó · h2 blanques peó · a1 blanques torre · c1 blanques alfil · d1 blanques dama · f1 blanques torre · g1 blanques rei | a8 negres torre · e8 negres rei · h8 negres torre · a7 negres peó · b7 negres peó · c7 blanques cavall · e7 negres peó · f7 negres peó · g7 negres alfil · h7 negres peó · c6 negres cavall · d6 negres peó · f6 negres cavall · g6 negres peó · c4 blanques peó · e4 negres dama · a2 blanques peó · b2 blanques peó · e2 blanques cavall · f2 blanques peó · g2 blanques peó · h2 blanques peó · a1 blanques torre · c1 blanques alfil · d1 blanques dama · f1 blanques torre · g1 blanques rei | a8 negres torre · e8 negres rei · h8 negres torre · a7 negres peó · b7 negres peó · c7 blanques cavall · e7 negres peó · f7 negres peó · g7 negres alfil · h7 negres peó · c6 negres cavall · d6 negres peó · f6 negres cavall · g6 negres peó · c4 blanques peó · e4 negres dama · a2 blanques peó · b2 blanques peó · e2 blanques cavall · f2 blanques peó · g2 blanques peó · h2 blanques peó · a1 blanques torre · c1 blanques alfil · d1 blanques dama · f1 blanques torre · g1 blanques rei | a8 negres torre · e8 negres rei · h8 negres torre · a7 negres peó · b7 negres peó · c7 blanques cavall · e7 negres peó · f7 negres peó · g7 negres alfil · h7 negres peó · c6 negres cavall · d6 negres peó · f6 negres cavall · g6 negres peó · c4 blanques peó · e4 negres dama · a2 blanques peó · b2 blanques peó · e2 blanques cavall · f2 blanques peó · g2 blanques peó · h2 blanques peó · a1 blanques torre · c1 blanques alfil · d1 blanques dama · f1 blanques torre · g1 blanques rei | a8 negres torre · e8 negres rei · h8 negres torre · a7 negres peó · b7 negres peó · c7 blanques cavall · e7 negres peó · f7 negres peó · g7 negres alfil · h7 negres peó · c6 negres cavall · d6 negres peó · f6 negres cavall · g6 negres peó · c4 blanques peó · e4 negres dama · a2 blanques peó · b2 blanques peó · e2 blanques cavall · f2 blanques peó · g2 blanques peó · h2 blanques peó · a1 blanques torre · c1 blanques alfil · d1 blanques dama · f1 blanques torre · g1 blanques rei | a8 negres torre · e8 negres rei · h8 negres torre · a7 negres peó · b7 negres peó · c7 blanques cavall · e7 negres peó · f7 negres peó · g7 negres alfil · h7 negres peó · c6 negres cavall · d6 negres peó · f6 negres cavall · g6 negres peó · c4 blanques peó · e4 negres dama · a2 blanques peó · b2 blanques peó · e2 blanques cavall · f2 blanques peó · g2 blanques peó · h2 blanques peó · a1 blanques torre · c1 blanques alfil · d1 blanques dama · f1 blanques torre · g1 blanques rei | a8 negres torre · e8 negres rei · h8 negres torre · a7 negres peó · b7 negres peó · c7 blanques cavall · e7 negres peó · f7 negres peó · g7 negres alfil · h7 negres peó · c6 negres cavall · d6 negres peó · f6 negres cavall · g6 negres peó · c4 blanques peó · e4 negres dama · a2 blanques peó · b2 blanques peó · e2 blanques cavall · f2 blanques peó · g2 blanques peó · h2 blanques peó · a1 blanques torre · c1 blanques alfil · d1 blanques dama · f1 blanques torre · g1 blanques rei | 3 |
| 2 | a8 negres torre · e8 negres rei · h8 negres torre · a7 negres peó · b7 negres peó · c7 blanques cavall · e7 negres peó · f7 negres peó · g7 negres alfil · h7 negres peó · c6 negres cavall · d6 negres peó · f6 negres cavall · g6 negres peó · c4 blanques peó · e4 negres dama · a2 blanques peó · b2 blanques peó · e2 blanques cavall · f2 blanques peó · g2 blanques peó · h2 blanques peó · a1 blanques torre · c1 blanques alfil · d1 blanques dama · f1 blanques torre · g1 blanques rei | a8 negres torre · e8 negres rei · h8 negres torre · a7 negres peó · b7 negres peó · c7 blanques cavall · e7 negres peó · f7 negres peó · g7 negres alfil · h7 negres peó · c6 negres cavall · d6 negres peó · f6 negres cavall · g6 negres peó · c4 blanques peó · e4 negres dama · a2 blanques peó · b2 blanques peó · e2 blanques cavall · f2 blanques peó · g2 blanques peó · h2 blanques peó · a1 blanques torre · c1 blanques alfil · d1 blanques dama · f1 blanques torre · g1 blanques rei | a8 negres torre · e8 negres rei · h8 negres torre · a7 negres peó · b7 negres peó · c7 blanques cavall · e7 negres peó · f7 negres peó · g7 negres alfil · h7 negres peó · c6 negres cavall · d6 negres peó · f6 negres cavall · g6 negres peó · c4 blanques peó · e4 negres dama · a2 blanques peó · b2 blanques peó · e2 blanques cavall · f2 blanques peó · g2 blanques peó · h2 blanques peó · a1 blanques torre · c1 blanques alfil · d1 blanques dama · f1 blanques torre · g1 blanques rei | a8 negres torre · e8 negres rei · h8 negres torre · a7 negres peó · b7 negres peó · c7 blanques cavall · e7 negres peó · f7 negres peó · g7 negres alfil · h7 negres peó · c6 negres cavall · d6 negres peó · f6 negres cavall · g6 negres peó · c4 blanques peó · e4 negres dama · a2 blanques peó · b2 blanques peó · e2 blanques cavall · f2 blanques peó · g2 blanques peó · h2 blanques peó · a1 blanques torre · c1 blanques alfil · d1 blanques dama · f1 blanques torre · g1 blanques rei | a8 negres torre · e8 negres rei · h8 negres torre · a7 negres peó · b7 negres peó · c7 blanques cavall · e7 negres peó · f7 negres peó · g7 negres alfil · h7 negres peó · c6 negres cavall · d6 negres peó · f6 negres cavall · g6 negres peó · c4 blanques peó · e4 negres dama · a2 blanques peó · b2 blanques peó · e2 blanques cavall · f2 blanques peó · g2 blanques peó · h2 blanques peó · a1 blanques torre · c1 blanques alfil · d1 blanques dama · f1 blanques torre · g1 blanques rei | a8 negres torre · e8 negres rei · h8 negres torre · a7 negres peó · b7 negres peó · c7 blanques cavall · e7 negres peó · f7 negres peó · g7 negres alfil · h7 negres peó · c6 negres cavall · d6 negres peó · f6 negres cavall · g6 negres peó · c4 blanques peó · e4 negres dama · a2 blanques peó · b2 blanques peó · e2 blanques cavall · f2 blanques peó · g2 blanques peó · h2 blanques peó · a1 blanques torre · c1 blanques alfil · d1 blanques dama · f1 blanques torre · g1 blanques rei | a8 negres torre · e8 negres rei · h8 negres torre · a7 negres peó · b7 negres peó · c7 blanques cavall · e7 negres peó · f7 negres peó · g7 negres alfil · h7 negres peó · c6 negres cavall · d6 negres peó · f6 negres cavall · g6 negres peó · c4 blanques peó · e4 negres dama · a2 blanques peó · b2 blanques peó · e2 blanques cavall · f2 blanques peó · g2 blanques peó · h2 blanques peó · a1 blanques torre · c1 blanques alfil · d1 blanques dama · f1 blanques torre · g1 blanques rei | a8 negres torre · e8 negres rei · h8 negres torre · a7 negres peó · b7 negres peó · c7 blanques cavall · e7 negres peó · f7 negres peó · g7 negres alfil · h7 negres peó · c6 negres cavall · d6 negres peó · f6 negres cavall · g6 negres peó · c4 blanques peó · e4 negres dama · a2 blanques peó · b2 blanques peó · e2 blanques cavall · f2 blanques peó · g2 blanques peó · h2 blanques peó · a1 blanques torre · c1 blanques alfil · d1 blanques dama · f1 blanques torre · g1 blanques rei | 2 |
| 1 | a8 negres torre · e8 negres rei · h8 negres torre · a7 negres peó · b7 negres peó · c7 blanques cavall · e7 negres peó · f7 negres peó · g7 negres alfil · h7 negres peó · c6 negres cavall · d6 negres peó · f6 negres cavall · g6 negres peó · c4 blanques peó · e4 negres dama · a2 blanques peó · b2 blanques peó · e2 blanques cavall · f2 blanques peó · g2 blanques peó · h2 blanques peó · a1 blanques torre · c1 blanques alfil · d1 blanques dama · f1 blanques torre · g1 blanques rei | a8 negres torre · e8 negres rei · h8 negres torre · a7 negres peó · b7 negres peó · c7 blanques cavall · e7 negres peó · f7 negres peó · g7 negres alfil · h7 negres peó · c6 negres cavall · d6 negres peó · f6 negres cavall · g6 negres peó · c4 blanques peó · e4 negres dama · a2 blanques peó · b2 blanques peó · e2 blanques cavall · f2 blanques peó · g2 blanques peó · h2 blanques peó · a1 blanques torre · c1 blanques alfil · d1 blanques dama · f1 blanques torre · g1 blanques rei | a8 negres torre · e8 negres rei · h8 negres torre · a7 negres peó · b7 negres peó · c7 blanques cavall · e7 negres peó · f7 negres peó · g7 negres alfil · h7 negres peó · c6 negres cavall · d6 negres peó · f6 negres cavall · g6 negres peó · c4 blanques peó · e4 negres dama · a2 blanques peó · b2 blanques peó · e2 blanques cavall · f2 blanques peó · g2 blanques peó · h2 blanques peó · a1 blanques torre · c1 blanques alfil · d1 blanques dama · f1 blanques torre · g1 blanques rei | a8 negres torre · e8 negres rei · h8 negres torre · a7 negres peó · b7 negres peó · c7 blanques cavall · e7 negres peó · f7 negres peó · g7 negres alfil · h7 negres peó · c6 negres cavall · d6 negres peó · f6 negres cavall · g6 negres peó · c4 blanques peó · e4 negres dama · a2 blanques peó · b2 blanques peó · e2 blanques cavall · f2 blanques peó · g2 blanques peó · h2 blanques peó · a1 blanques torre · c1 blanques alfil · d1 blanques dama · f1 blanques torre · g1 blanques rei | a8 negres torre · e8 negres rei · h8 negres torre · a7 negres peó · b7 negres peó · c7 blanques cavall · e7 negres peó · f7 negres peó · g7 negres alfil · h7 negres peó · c6 negres cavall · d6 negres peó · f6 negres cavall · g6 negres peó · c4 blanques peó · e4 negres dama · a2 blanques peó · b2 blanques peó · e2 blanques cavall · f2 blanques peó · g2 blanques peó · h2 blanques peó · a1 blanques torre · c1 blanques alfil · d1 blanques dama · f1 blanques torre · g1 blanques rei | a8 negres torre · e8 negres rei · h8 negres torre · a7 negres peó · b7 negres peó · c7 blanques cavall · e7 negres peó · f7 negres peó · g7 negres alfil · h7 negres peó · c6 negres cavall · d6 negres peó · f6 negres cavall · g6 negres peó · c4 blanques peó · e4 negres dama · a2 blanques peó · b2 blanques peó · e2 blanques cavall · f2 blanques peó · g2 blanques peó · h2 blanques peó · a1 blanques torre · c1 blanques alfil · d1 blanques dama · f1 blanques torre · g1 blanques rei | a8 negres torre · e8 negres rei · h8 negres torre · a7 negres peó · b7 negres peó · c7 blanques cavall · e7 negres peó · f7 negres peó · g7 negres alfil · h7 negres peó · c6 negres cavall · d6 negres peó · f6 negres cavall · g6 negres peó · c4 blanques peó · e4 negres dama · a2 blanques peó · b2 blanques peó · e2 blanques cavall · f2 blanques peó · g2 blanques peó · h2 blanques peó · a1 blanques torre · c1 blanques alfil · d1 blanques dama · f1 blanques torre · g1 blanques rei | a8 negres torre · e8 negres rei · h8 negres torre · a7 negres peó · b7 negres peó · c7 blanques cavall · e7 negres peó · f7 negres peó · g7 negres alfil · h7 negres peó · c6 negres cavall · d6 negres peó · f6 negres cavall · g6 negres peó · c4 blanques peó · e4 negres dama · a2 blanques peó · b2 blanques peó · e2 blanques cavall · f2 blanques peó · g2 blanques peó · h2 blanques peó · a1 blanques torre · c1 blanques alfil · d1 blanques dama · f1 blanques torre · g1 blanques rei | 1 |
|   | a | b | c | d | e | f | g | h |   |

Una forquilla (de vegades anomenada també ulleres, és un moviment que empra una peça per atacar-ne (enforquillar-ne) dues o més de l'oponent de manera simultània, amb l'objectiu de guanyar material, ja que el rival, en el seu torn de joc, només podrà afrontar una de les amenaces. Els cavalls són usats sovint per enforquillar, ja que són l'única peça amb capacitat per moure's saltant. Es produeix sovint la situació d'un cavall saltant a c2 o c7, amenaçant allà la torre rival de la cantonada i el rei. Aquestes "forquilles al rei" són particularment efectives, ja que el rival és forçat per les regles del joc a afrontar l'amenaça (que és escac) contra el rei. L'oponent no pot triar de defensar l'altra peça, ni tampoc pot fer servir una jugada intermedia per complicar la situació. Els peons poden també ser efectius per fer una forquilla. Movent un peó cap endavant, pot atacar dues peces, una diagonalment cap a la dreta, i una altra diagonalment cap a l'esquerra.
Les dames són també peces excel·lents per a fer forquilles, ja que poden moure's en vuit direccions diferents. Malgrat tot, això és útil només i ambdues peces són indefenses, o si una d'elles és indefensa i l'altra és el rei rival. La dama és la peça més valuosa (exceptuant el rei), de manera que normalment no convé fer-la servir per a capturar una peça rival defensada.
Les forquilles poden ser 'relatives', quan les unitats atacades són peons, cavalls, alfils, torres o dama/dames, o bé, 'absolutes', quan una de les peces atacades és el rei.
| Exemple animat d'una forquilla relativa | Exemple animat d'una forquilla absoluta |
| --------------------------------------- | --------------------------------------- |
| Exemple animat d'una forquilla relativa | Exemple animat d'una forquilla absoluta |

### La clavada
|   | a | b | c | d | e | f | g | h |   |
| 8 | e8 negres rei · f8 negres alfil · h8 negres torre · a7 negres peó · d7 negres torre · e7 negres dama · f7 negres peó · g7 negres peó · h7 negres peó · f6 negres cavall · b5 blanques alfil · e5 negres peó · g5 blanques alfil · e4 blanques peó · b3 blanques dama · a2 blanques peó · b2 blanques peó · c2 blanques peó · f2 blanques peó · g2 blanques peó · h2 blanques peó · c1 blanques rei · d1 blanques torre | e8 negres rei · f8 negres alfil · h8 negres torre · a7 negres peó · d7 negres torre · e7 negres dama · f7 negres peó · g7 negres peó · h7 negres peó · f6 negres cavall · b5 blanques alfil · e5 negres peó · g5 blanques alfil · e4 blanques peó · b3 blanques dama · a2 blanques peó · b2 blanques peó · c2 blanques peó · f2 blanques peó · g2 blanques peó · h2 blanques peó · c1 blanques rei · d1 blanques torre | e8 negres rei · f8 negres alfil · h8 negres torre · a7 negres peó · d7 negres torre · e7 negres dama · f7 negres peó · g7 negres peó · h7 negres peó · f6 negres cavall · b5 blanques alfil · e5 negres peó · g5 blanques alfil · e4 blanques peó · b3 blanques dama · a2 blanques peó · b2 blanques peó · c2 blanques peó · f2 blanques peó · g2 blanques peó · h2 blanques peó · c1 blanques rei · d1 blanques torre | e8 negres rei · f8 negres alfil · h8 negres torre · a7 negres peó · d7 negres torre · e7 negres dama · f7 negres peó · g7 negres peó · h7 negres peó · f6 negres cavall · b5 blanques alfil · e5 negres peó · g5 blanques alfil · e4 blanques peó · b3 blanques dama · a2 blanques peó · b2 blanques peó · c2 blanques peó · f2 blanques peó · g2 blanques peó · h2 blanques peó · c1 blanques rei · d1 blanques torre | e8 negres rei · f8 negres alfil · h8 negres torre · a7 negres peó · d7 negres torre · e7 negres dama · f7 negres peó · g7 negres peó · h7 negres peó · f6 negres cavall · b5 blanques alfil · e5 negres peó · g5 blanques alfil · e4 blanques peó · b3 blanques dama · a2 blanques peó · b2 blanques peó · c2 blanques peó · f2 blanques peó · g2 blanques peó · h2 blanques peó · c1 blanques rei · d1 blanques torre | e8 negres rei · f8 negres alfil · h8 negres torre · a7 negres peó · d7 negres torre · e7 negres dama · f7 negres peó · g7 negres peó · h7 negres peó · f6 negres cavall · b5 blanques alfil · e5 negres peó · g5 blanques alfil · e4 blanques peó · b3 blanques dama · a2 blanques peó · b2 blanques peó · c2 blanques peó · f2 blanques peó · g2 blanques peó · h2 blanques peó · c1 blanques rei · d1 blanques torre | e8 negres rei · f8 negres alfil · h8 negres torre · a7 negres peó · d7 negres torre · e7 negres dama · f7 negres peó · g7 negres peó · h7 negres peó · f6 negres cavall · b5 blanques alfil · e5 negres peó · g5 blanques alfil · e4 blanques peó · b3 blanques dama · a2 blanques peó · b2 blanques peó · c2 blanques peó · f2 blanques peó · g2 blanques peó · h2 blanques peó · c1 blanques rei · d1 blanques torre | e8 negres rei · f8 negres alfil · h8 negres torre · a7 negres peó · d7 negres torre · e7 negres dama · f7 negres peó · g7 negres peó · h7 negres peó · f6 negres cavall · b5 blanques alfil · e5 negres peó · g5 blanques alfil · e4 blanques peó · b3 blanques dama · a2 blanques peó · b2 blanques peó · c2 blanques peó · f2 blanques peó · g2 blanques peó · h2 blanques peó · c1 blanques rei · d1 blanques torre | 8 |
| 7 | e8 negres rei · f8 negres alfil · h8 negres torre · a7 negres peó · d7 negres torre · e7 negres dama · f7 negres peó · g7 negres peó · h7 negres peó · f6 negres cavall · b5 blanques alfil · e5 negres peó · g5 blanques alfil · e4 blanques peó · b3 blanques dama · a2 blanques peó · b2 blanques peó · c2 blanques peó · f2 blanques peó · g2 blanques peó · h2 blanques peó · c1 blanques rei · d1 blanques torre | e8 negres rei · f8 negres alfil · h8 negres torre · a7 negres peó · d7 negres torre · e7 negres dama · f7 negres peó · g7 negres peó · h7 negres peó · f6 negres cavall · b5 blanques alfil · e5 negres peó · g5 blanques alfil · e4 blanques peó · b3 blanques dama · a2 blanques peó · b2 blanques peó · c2 blanques peó · f2 blanques peó · g2 blanques peó · h2 blanques peó · c1 blanques rei · d1 blanques torre | e8 negres rei · f8 negres alfil · h8 negres torre · a7 negres peó · d7 negres torre · e7 negres dama · f7 negres peó · g7 negres peó · h7 negres peó · f6 negres cavall · b5 blanques alfil · e5 negres peó · g5 blanques alfil · e4 blanques peó · b3 blanques dama · a2 blanques peó · b2 blanques peó · c2 blanques peó · f2 blanques peó · g2 blanques peó · h2 blanques peó · c1 blanques rei · d1 blanques torre | e8 negres rei · f8 negres alfil · h8 negres torre · a7 negres peó · d7 negres torre · e7 negres dama · f7 negres peó · g7 negres peó · h7 negres peó · f6 negres cavall · b5 blanques alfil · e5 negres peó · g5 blanques alfil · e4 blanques peó · b3 blanques dama · a2 blanques peó · b2 blanques peó · c2 blanques peó · f2 blanques peó · g2 blanques peó · h2 blanques peó · c1 blanques rei · d1 blanques torre | e8 negres rei · f8 negres alfil · h8 negres torre · a7 negres peó · d7 negres torre · e7 negres dama · f7 negres peó · g7 negres peó · h7 negres peó · f6 negres cavall · b5 blanques alfil · e5 negres peó · g5 blanques alfil · e4 blanques peó · b3 blanques dama · a2 blanques peó · b2 blanques peó · c2 blanques peó · f2 blanques peó · g2 blanques peó · h2 blanques peó · c1 blanques rei · d1 blanques torre | e8 negres rei · f8 negres alfil · h8 negres torre · a7 negres peó · d7 negres torre · e7 negres dama · f7 negres peó · g7 negres peó · h7 negres peó · f6 negres cavall · b5 blanques alfil · e5 negres peó · g5 blanques alfil · e4 blanques peó · b3 blanques dama · a2 blanques peó · b2 blanques peó · c2 blanques peó · f2 blanques peó · g2 blanques peó · h2 blanques peó · c1 blanques rei · d1 blanques torre | e8 negres rei · f8 negres alfil · h8 negres torre · a7 negres peó · d7 negres torre · e7 negres dama · f7 negres peó · g7 negres peó · h7 negres peó · f6 negres cavall · b5 blanques alfil · e5 negres peó · g5 blanques alfil · e4 blanques peó · b3 blanques dama · a2 blanques peó · b2 blanques peó · c2 blanques peó · f2 blanques peó · g2 blanques peó · h2 blanques peó · c1 blanques rei · d1 blanques torre | e8 negres rei · f8 negres alfil · h8 negres torre · a7 negres peó · d7 negres torre · e7 negres dama · f7 negres peó · g7 negres peó · h7 negres peó · f6 negres cavall · b5 blanques alfil · e5 negres peó · g5 blanques alfil · e4 blanques peó · b3 blanques dama · a2 blanques peó · b2 blanques peó · c2 blanques peó · f2 blanques peó · g2 blanques peó · h2 blanques peó · c1 blanques rei · d1 blanques torre | 7 |
| 6 | e8 negres rei · f8 negres alfil · h8 negres torre · a7 negres peó · d7 negres torre · e7 negres dama · f7 negres peó · g7 negres peó · h7 negres peó · f6 negres cavall · b5 blanques alfil · e5 negres peó · g5 blanques alfil · e4 blanques peó · b3 blanques dama · a2 blanques peó · b2 blanques peó · c2 blanques peó · f2 blanques peó · g2 blanques peó · h2 blanques peó · c1 blanques rei · d1 blanques torre | e8 negres rei · f8 negres alfil · h8 negres torre · a7 negres peó · d7 negres torre · e7 negres dama · f7 negres peó · g7 negres peó · h7 negres peó · f6 negres cavall · b5 blanques alfil · e5 negres peó · g5 blanques alfil · e4 blanques peó · b3 blanques dama · a2 blanques peó · b2 blanques peó · c2 blanques peó · f2 blanques peó · g2 blanques peó · h2 blanques peó · c1 blanques rei · d1 blanques torre | e8 negres rei · f8 negres alfil · h8 negres torre · a7 negres peó · d7 negres torre · e7 negres dama · f7 negres peó · g7 negres peó · h7 negres peó · f6 negres cavall · b5 blanques alfil · e5 negres peó · g5 blanques alfil · e4 blanques peó · b3 blanques dama · a2 blanques peó · b2 blanques peó · c2 blanques peó · f2 blanques peó · g2 blanques peó · h2 blanques peó · c1 blanques rei · d1 blanques torre | e8 negres rei · f8 negres alfil · h8 negres torre · a7 negres peó · d7 negres torre · e7 negres dama · f7 negres peó · g7 negres peó · h7 negres peó · f6 negres cavall · b5 blanques alfil · e5 negres peó · g5 blanques alfil · e4 blanques peó · b3 blanques dama · a2 blanques peó · b2 blanques peó · c2 blanques peó · f2 blanques peó · g2 blanques peó · h2 blanques peó · c1 blanques rei · d1 blanques torre | e8 negres rei · f8 negres alfil · h8 negres torre · a7 negres peó · d7 negres torre · e7 negres dama · f7 negres peó · g7 negres peó · h7 negres peó · f6 negres cavall · b5 blanques alfil · e5 negres peó · g5 blanques alfil · e4 blanques peó · b3 blanques dama · a2 blanques peó · b2 blanques peó · c2 blanques peó · f2 blanques peó · g2 blanques peó · h2 blanques peó · c1 blanques rei · d1 blanques torre | e8 negres rei · f8 negres alfil · h8 negres torre · a7 negres peó · d7 negres torre · e7 negres dama · f7 negres peó · g7 negres peó · h7 negres peó · f6 negres cavall · b5 blanques alfil · e5 negres peó · g5 blanques alfil · e4 blanques peó · b3 blanques dama · a2 blanques peó · b2 blanques peó · c2 blanques peó · f2 blanques peó · g2 blanques peó · h2 blanques peó · c1 blanques rei · d1 blanques torre | e8 negres rei · f8 negres alfil · h8 negres torre · a7 negres peó · d7 negres torre · e7 negres dama · f7 negres peó · g7 negres peó · h7 negres peó · f6 negres cavall · b5 blanques alfil · e5 negres peó · g5 blanques alfil · e4 blanques peó · b3 blanques dama · a2 blanques peó · b2 blanques peó · c2 blanques peó · f2 blanques peó · g2 blanques peó · h2 blanques peó · c1 blanques rei · d1 blanques torre | e8 negres rei · f8 negres alfil · h8 negres torre · a7 negres peó · d7 negres torre · e7 negres dama · f7 negres peó · g7 negres peó · h7 negres peó · f6 negres cavall · b5 blanques alfil · e5 negres peó · g5 blanques alfil · e4 blanques peó · b3 blanques dama · a2 blanques peó · b2 blanques peó · c2 blanques peó · f2 blanques peó · g2 blanques peó · h2 blanques peó · c1 blanques rei · d1 blanques torre | 6 |
| 5 | e8 negres rei · f8 negres alfil · h8 negres torre · a7 negres peó · d7 negres torre · e7 negres dama · f7 negres peó · g7 negres peó · h7 negres peó · f6 negres cavall · b5 blanques alfil · e5 negres peó · g5 blanques alfil · e4 blanques peó · b3 blanques dama · a2 blanques peó · b2 blanques peó · c2 blanques peó · f2 blanques peó · g2 blanques peó · h2 blanques peó · c1 blanques rei · d1 blanques torre | e8 negres rei · f8 negres alfil · h8 negres torre · a7 negres peó · d7 negres torre · e7 negres dama · f7 negres peó · g7 negres peó · h7 negres peó · f6 negres cavall · b5 blanques alfil · e5 negres peó · g5 blanques alfil · e4 blanques peó · b3 blanques dama · a2 blanques peó · b2 blanques peó · c2 blanques peó · f2 blanques peó · g2 blanques peó · h2 blanques peó · c1 blanques rei · d1 blanques torre | e8 negres rei · f8 negres alfil · h8 negres torre · a7 negres peó · d7 negres torre · e7 negres dama · f7 negres peó · g7 negres peó · h7 negres peó · f6 negres cavall · b5 blanques alfil · e5 negres peó · g5 blanques alfil · e4 blanques peó · b3 blanques dama · a2 blanques peó · b2 blanques peó · c2 blanques peó · f2 blanques peó · g2 blanques peó · h2 blanques peó · c1 blanques rei · d1 blanques torre | e8 negres rei · f8 negres alfil · h8 negres torre · a7 negres peó · d7 negres torre · e7 negres dama · f7 negres peó · g7 negres peó · h7 negres peó · f6 negres cavall · b5 blanques alfil · e5 negres peó · g5 blanques alfil · e4 blanques peó · b3 blanques dama · a2 blanques peó · b2 blanques peó · c2 blanques peó · f2 blanques peó · g2 blanques peó · h2 blanques peó · c1 blanques rei · d1 blanques torre | e8 negres rei · f8 negres alfil · h8 negres torre · a7 negres peó · d7 negres torre · e7 negres dama · f7 negres peó · g7 negres peó · h7 negres peó · f6 negres cavall · b5 blanques alfil · e5 negres peó · g5 blanques alfil · e4 blanques peó · b3 blanques dama · a2 blanques peó · b2 blanques peó · c2 blanques peó · f2 blanques peó · g2 blanques peó · h2 blanques peó · c1 blanques rei · d1 blanques torre | e8 negres rei · f8 negres alfil · h8 negres torre · a7 negres peó · d7 negres torre · e7 negres dama · f7 negres peó · g7 negres peó · h7 negres peó · f6 negres cavall · b5 blanques alfil · e5 negres peó · g5 blanques alfil · e4 blanques peó · b3 blanques dama · a2 blanques peó · b2 blanques peó · c2 blanques peó · f2 blanques peó · g2 blanques peó · h2 blanques peó · c1 blanques rei · d1 blanques torre | e8 negres rei · f8 negres alfil · h8 negres torre · a7 negres peó · d7 negres torre · e7 negres dama · f7 negres peó · g7 negres peó · h7 negres peó · f6 negres cavall · b5 blanques alfil · e5 negres peó · g5 blanques alfil · e4 blanques peó · b3 blanques dama · a2 blanques peó · b2 blanques peó · c2 blanques peó · f2 blanques peó · g2 blanques peó · h2 blanques peó · c1 blanques rei · d1 blanques torre | e8 negres rei · f8 negres alfil · h8 negres torre · a7 negres peó · d7 negres torre · e7 negres dama · f7 negres peó · g7 negres peó · h7 negres peó · f6 negres cavall · b5 blanques alfil · e5 negres peó · g5 blanques alfil · e4 blanques peó · b3 blanques dama · a2 blanques peó · b2 blanques peó · c2 blanques peó · f2 blanques peó · g2 blanques peó · h2 blanques peó · c1 blanques rei · d1 blanques torre | 5 |
| 4 | e8 negres rei · f8 negres alfil · h8 negres torre · a7 negres peó · d7 negres torre · e7 negres dama · f7 negres peó · g7 negres peó · h7 negres peó · f6 negres cavall · b5 blanques alfil · e5 negres peó · g5 blanques alfil · e4 blanques peó · b3 blanques dama · a2 blanques peó · b2 blanques peó · c2 blanques peó · f2 blanques peó · g2 blanques peó · h2 blanques peó · c1 blanques rei · d1 blanques torre | e8 negres rei · f8 negres alfil · h8 negres torre · a7 negres peó · d7 negres torre · e7 negres dama · f7 negres peó · g7 negres peó · h7 negres peó · f6 negres cavall · b5 blanques alfil · e5 negres peó · g5 blanques alfil · e4 blanques peó · b3 blanques dama · a2 blanques peó · b2 blanques peó · c2 blanques peó · f2 blanques peó · g2 blanques peó · h2 blanques peó · c1 blanques rei · d1 blanques torre | e8 negres rei · f8 negres alfil · h8 negres torre · a7 negres peó · d7 negres torre · e7 negres dama · f7 negres peó · g7 negres peó · h7 negres peó · f6 negres cavall · b5 blanques alfil · e5 negres peó · g5 blanques alfil · e4 blanques peó · b3 blanques dama · a2 blanques peó · b2 blanques peó · c2 blanques peó · f2 blanques peó · g2 blanques peó · h2 blanques peó · c1 blanques rei · d1 blanques torre | e8 negres rei · f8 negres alfil · h8 negres torre · a7 negres peó · d7 negres torre · e7 negres dama · f7 negres peó · g7 negres peó · h7 negres peó · f6 negres cavall · b5 blanques alfil · e5 negres peó · g5 blanques alfil · e4 blanques peó · b3 blanques dama · a2 blanques peó · b2 blanques peó · c2 blanques peó · f2 blanques peó · g2 blanques peó · h2 blanques peó · c1 blanques rei · d1 blanques torre | e8 negres rei · f8 negres alfil · h8 negres torre · a7 negres peó · d7 negres torre · e7 negres dama · f7 negres peó · g7 negres peó · h7 negres peó · f6 negres cavall · b5 blanques alfil · e5 negres peó · g5 blanques alfil · e4 blanques peó · b3 blanques dama · a2 blanques peó · b2 blanques peó · c2 blanques peó · f2 blanques peó · g2 blanques peó · h2 blanques peó · c1 blanques rei · d1 blanques torre | e8 negres rei · f8 negres alfil · h8 negres torre · a7 negres peó · d7 negres torre · e7 negres dama · f7 negres peó · g7 negres peó · h7 negres peó · f6 negres cavall · b5 blanques alfil · e5 negres peó · g5 blanques alfil · e4 blanques peó · b3 blanques dama · a2 blanques peó · b2 blanques peó · c2 blanques peó · f2 blanques peó · g2 blanques peó · h2 blanques peó · c1 blanques rei · d1 blanques torre | e8 negres rei · f8 negres alfil · h8 negres torre · a7 negres peó · d7 negres torre · e7 negres dama · f7 negres peó · g7 negres peó · h7 negres peó · f6 negres cavall · b5 blanques alfil · e5 negres peó · g5 blanques alfil · e4 blanques peó · b3 blanques dama · a2 blanques peó · b2 blanques peó · c2 blanques peó · f2 blanques peó · g2 blanques peó · h2 blanques peó · c1 blanques rei · d1 blanques torre | e8 negres rei · f8 negres alfil · h8 negres torre · a7 negres peó · d7 negres torre · e7 negres dama · f7 negres peó · g7 negres peó · h7 negres peó · f6 negres cavall · b5 blanques alfil · e5 negres peó · g5 blanques alfil · e4 blanques peó · b3 blanques dama · a2 blanques peó · b2 blanques peó · c2 blanques peó · f2 blanques peó · g2 blanques peó · h2 blanques peó · c1 blanques rei · d1 blanques torre | 4 |
| 3 | e8 negres rei · f8 negres alfil · h8 negres torre · a7 negres peó · d7 negres torre · e7 negres dama · f7 negres peó · g7 negres peó · h7 negres peó · f6 negres cavall · b5 blanques alfil · e5 negres peó · g5 blanques alfil · e4 blanques peó · b3 blanques dama · a2 blanques peó · b2 blanques peó · c2 blanques peó · f2 blanques peó · g2 blanques peó · h2 blanques peó · c1 blanques rei · d1 blanques torre | e8 negres rei · f8 negres alfil · h8 negres torre · a7 negres peó · d7 negres torre · e7 negres dama · f7 negres peó · g7 negres peó · h7 negres peó · f6 negres cavall · b5 blanques alfil · e5 negres peó · g5 blanques alfil · e4 blanques peó · b3 blanques dama · a2 blanques peó · b2 blanques peó · c2 blanques peó · f2 blanques peó · g2 blanques peó · h2 blanques peó · c1 blanques rei · d1 blanques torre | e8 negres rei · f8 negres alfil · h8 negres torre · a7 negres peó · d7 negres torre · e7 negres dama · f7 negres peó · g7 negres peó · h7 negres peó · f6 negres cavall · b5 blanques alfil · e5 negres peó · g5 blanques alfil · e4 blanques peó · b3 blanques dama · a2 blanques peó · b2 blanques peó · c2 blanques peó · f2 blanques peó · g2 blanques peó · h2 blanques peó · c1 blanques rei · d1 blanques torre | e8 negres rei · f8 negres alfil · h8 negres torre · a7 negres peó · d7 negres torre · e7 negres dama · f7 negres peó · g7 negres peó · h7 negres peó · f6 negres cavall · b5 blanques alfil · e5 negres peó · g5 blanques alfil · e4 blanques peó · b3 blanques dama · a2 blanques peó · b2 blanques peó · c2 blanques peó · f2 blanques peó · g2 blanques peó · h2 blanques peó · c1 blanques rei · d1 blanques torre | e8 negres rei · f8 negres alfil · h8 negres torre · a7 negres peó · d7 negres torre · e7 negres dama · f7 negres peó · g7 negres peó · h7 negres peó · f6 negres cavall · b5 blanques alfil · e5 negres peó · g5 blanques alfil · e4 blanques peó · b3 blanques dama · a2 blanques peó · b2 blanques peó · c2 blanques peó · f2 blanques peó · g2 blanques peó · h2 blanques peó · c1 blanques rei · d1 blanques torre | e8 negres rei · f8 negres alfil · h8 negres torre · a7 negres peó · d7 negres torre · e7 negres dama · f7 negres peó · g7 negres peó · h7 negres peó · f6 negres cavall · b5 blanques alfil · e5 negres peó · g5 blanques alfil · e4 blanques peó · b3 blanques dama · a2 blanques peó · b2 blanques peó · c2 blanques peó · f2 blanques peó · g2 blanques peó · h2 blanques peó · c1 blanques rei · d1 blanques torre | e8 negres rei · f8 negres alfil · h8 negres torre · a7 negres peó · d7 negres torre · e7 negres dama · f7 negres peó · g7 negres peó · h7 negres peó · f6 negres cavall · b5 blanques alfil · e5 negres peó · g5 blanques alfil · e4 blanques peó · b3 blanques dama · a2 blanques peó · b2 blanques peó · c2 blanques peó · f2 blanques peó · g2 blanques peó · h2 blanques peó · c1 blanques rei · d1 blanques torre | e8 negres rei · f8 negres alfil · h8 negres torre · a7 negres peó · d7 negres torre · e7 negres dama · f7 negres peó · g7 negres peó · h7 negres peó · f6 negres cavall · b5 blanques alfil · e5 negres peó · g5 blanques alfil · e4 blanques peó · b3 blanques dama · a2 blanques peó · b2 blanques peó · c2 blanques peó · f2 blanques peó · g2 blanques peó · h2 blanques peó · c1 blanques rei · d1 blanques torre | 3 |
| 2 | e8 negres rei · f8 negres alfil · h8 negres torre · a7 negres peó · d7 negres torre · e7 negres dama · f7 negres peó · g7 negres peó · h7 negres peó · f6 negres cavall · b5 blanques alfil · e5 negres peó · g5 blanques alfil · e4 blanques peó · b3 blanques dama · a2 blanques peó · b2 blanques peó · c2 blanques peó · f2 blanques peó · g2 blanques peó · h2 blanques peó · c1 blanques rei · d1 blanques torre | e8 negres rei · f8 negres alfil · h8 negres torre · a7 negres peó · d7 negres torre · e7 negres dama · f7 negres peó · g7 negres peó · h7 negres peó · f6 negres cavall · b5 blanques alfil · e5 negres peó · g5 blanques alfil · e4 blanques peó · b3 blanques dama · a2 blanques peó · b2 blanques peó · c2 blanques peó · f2 blanques peó · g2 blanques peó · h2 blanques peó · c1 blanques rei · d1 blanques torre | e8 negres rei · f8 negres alfil · h8 negres torre · a7 negres peó · d7 negres torre · e7 negres dama · f7 negres peó · g7 negres peó · h7 negres peó · f6 negres cavall · b5 blanques alfil · e5 negres peó · g5 blanques alfil · e4 blanques peó · b3 blanques dama · a2 blanques peó · b2 blanques peó · c2 blanques peó · f2 blanques peó · g2 blanques peó · h2 blanques peó · c1 blanques rei · d1 blanques torre | e8 negres rei · f8 negres alfil · h8 negres torre · a7 negres peó · d7 negres torre · e7 negres dama · f7 negres peó · g7 negres peó · h7 negres peó · f6 negres cavall · b5 blanques alfil · e5 negres peó · g5 blanques alfil · e4 blanques peó · b3 blanques dama · a2 blanques peó · b2 blanques peó · c2 blanques peó · f2 blanques peó · g2 blanques peó · h2 blanques peó · c1 blanques rei · d1 blanques torre | e8 negres rei · f8 negres alfil · h8 negres torre · a7 negres peó · d7 negres torre · e7 negres dama · f7 negres peó · g7 negres peó · h7 negres peó · f6 negres cavall · b5 blanques alfil · e5 negres peó · g5 blanques alfil · e4 blanques peó · b3 blanques dama · a2 blanques peó · b2 blanques peó · c2 blanques peó · f2 blanques peó · g2 blanques peó · h2 blanques peó · c1 blanques rei · d1 blanques torre | e8 negres rei · f8 negres alfil · h8 negres torre · a7 negres peó · d7 negres torre · e7 negres dama · f7 negres peó · g7 negres peó · h7 negres peó · f6 negres cavall · b5 blanques alfil · e5 negres peó · g5 blanques alfil · e4 blanques peó · b3 blanques dama · a2 blanques peó · b2 blanques peó · c2 blanques peó · f2 blanques peó · g2 blanques peó · h2 blanques peó · c1 blanques rei · d1 blanques torre | e8 negres rei · f8 negres alfil · h8 negres torre · a7 negres peó · d7 negres torre · e7 negres dama · f7 negres peó · g7 negres peó · h7 negres peó · f6 negres cavall · b5 blanques alfil · e5 negres peó · g5 blanques alfil · e4 blanques peó · b3 blanques dama · a2 blanques peó · b2 blanques peó · c2 blanques peó · f2 blanques peó · g2 blanques peó · h2 blanques peó · c1 blanques rei · d1 blanques torre | e8 negres rei · f8 negres alfil · h8 negres torre · a7 negres peó · d7 negres torre · e7 negres dama · f7 negres peó · g7 negres peó · h7 negres peó · f6 negres cavall · b5 blanques alfil · e5 negres peó · g5 blanques alfil · e4 blanques peó · b3 blanques dama · a2 blanques peó · b2 blanques peó · c2 blanques peó · f2 blanques peó · g2 blanques peó · h2 blanques peó · c1 blanques rei · d1 blanques torre | 2 |
| 1 | e8 negres rei · f8 negres alfil · h8 negres torre · a7 negres peó · d7 negres torre · e7 negres dama · f7 negres peó · g7 negres peó · h7 negres peó · f6 negres cavall · b5 blanques alfil · e5 negres peó · g5 blanques alfil · e4 blanques peó · b3 blanques dama · a2 blanques peó · b2 blanques peó · c2 blanques peó · f2 blanques peó · g2 blanques peó · h2 blanques peó · c1 blanques rei · d1 blanques torre | e8 negres rei · f8 negres alfil · h8 negres torre · a7 negres peó · d7 negres torre · e7 negres dama · f7 negres peó · g7 negres peó · h7 negres peó · f6 negres cavall · b5 blanques alfil · e5 negres peó · g5 blanques alfil · e4 blanques peó · b3 blanques dama · a2 blanques peó · b2 blanques peó · c2 blanques peó · f2 blanques peó · g2 blanques peó · h2 blanques peó · c1 blanques rei · d1 blanques torre | e8 negres rei · f8 negres alfil · h8 negres torre · a7 negres peó · d7 negres torre · e7 negres dama · f7 negres peó · g7 negres peó · h7 negres peó · f6 negres cavall · b5 blanques alfil · e5 negres peó · g5 blanques alfil · e4 blanques peó · b3 blanques dama · a2 blanques peó · b2 blanques peó · c2 blanques peó · f2 blanques peó · g2 blanques peó · h2 blanques peó · c1 blanques rei · d1 blanques torre | e8 negres rei · f8 negres alfil · h8 negres torre · a7 negres peó · d7 negres torre · e7 negres dama · f7 negres peó · g7 negres peó · h7 negres peó · f6 negres cavall · b5 blanques alfil · e5 negres peó · g5 blanques alfil · e4 blanques peó · b3 blanques dama · a2 blanques peó · b2 blanques peó · c2 blanques peó · f2 blanques peó · g2 blanques peó · h2 blanques peó · c1 blanques rei · d1 blanques torre | e8 negres rei · f8 negres alfil · h8 negres torre · a7 negres peó · d7 negres torre · e7 negres dama · f7 negres peó · g7 negres peó · h7 negres peó · f6 negres cavall · b5 blanques alfil · e5 negres peó · g5 blanques alfil · e4 blanques peó · b3 blanques dama · a2 blanques peó · b2 blanques peó · c2 blanques peó · f2 blanques peó · g2 blanques peó · h2 blanques peó · c1 blanques rei · d1 blanques torre | e8 negres rei · f8 negres alfil · h8 negres torre · a7 negres peó · d7 negres torre · e7 negres dama · f7 negres peó · g7 negres peó · h7 negres peó · f6 negres cavall · b5 blanques alfil · e5 negres peó · g5 blanques alfil · e4 blanques peó · b3 blanques dama · a2 blanques peó · b2 blanques peó · c2 blanques peó · f2 blanques peó · g2 blanques peó · h2 blanques peó · c1 blanques rei · d1 blanques torre | e8 negres rei · f8 negres alfil · h8 negres torre · a7 negres peó · d7 negres torre · e7 negres dama · f7 negres peó · g7 negres peó · h7 negres peó · f6 negres cavall · b5 blanques alfil · e5 negres peó · g5 blanques alfil · e4 blanques peó · b3 blanques dama · a2 blanques peó · b2 blanques peó · c2 blanques peó · f2 blanques peó · g2 blanques peó · h2 blanques peó · c1 blanques rei · d1 blanques torre | e8 negres rei · f8 negres alfil · h8 negres torre · a7 negres peó · d7 negres torre · e7 negres dama · f7 negres peó · g7 negres peó · h7 negres peó · f6 negres cavall · b5 blanques alfil · e5 negres peó · g5 blanques alfil · e4 blanques peó · b3 blanques dama · a2 blanques peó · b2 blanques peó · c2 blanques peó · f2 blanques peó · g2 blanques peó · h2 blanques peó · c1 blanques rei · d1 blanques torre | 1 |
|   | a | b | c | d | e | f | g | h |   |

Una clavada és un moviment que força una de les peces del rival a quedar-se al lloc on és, perquè si es mogués, exposaria a atac una peça més valuosa que es troba darrere. De vegades, les peces clavades no es poden moure en absolut, cosa que passa quan la peça que hi ha al darrere és el rei. Només els alfils, torres, i dames poden clavar altres peces, perquè són les que es poden moure més d'una casella en línia recta.
Les clavades poden ser 'relatives' o 'absolutes', tal com mostren els dos diagrames animats de sota. La clavada absoluta implica que la peça més valuosa que hi ha darrere la peça clavada, és el rei.
| Exemple animat de clavada relativa | Exemple animat de clavada absoluta |
| ---------------------------------- | ---------------------------------- |
| Exemple animat de clavada relativa | Exemple animat de clavada absoluta |

### L'enfilada
Una enfilada és una jugada que ataca dues o més peces en una línia; és similar a la clavada, llevat que en aquest cas la peça rival de més valor és davant la peça de menys valort. Un cop la peça més valuosa, que estava directament amenaçada, es mogui, la peça menys valuosa que era darrere pot ser capturada. Només les dames, torres i alfils poden fer una enfilada.
Les enfilades poden ser 'relatives' o 'absolutes', tal com mostren els dos diagrames animats de sota. A l'enfilada absoluta la peça més valuosa que hi ha davant i que pateix l'atac directe, és el rei.
A les enfilades absolutes, com que és el rei la peça atacada, el rei és en escac, de manera que, llevat que l'amenaça es pugui superar per altres mitjans (una captura, o una interposició d'una altra peça), el rei atacat està obligat a apartar-se, permetent la peça atacant capturar la peça menys valuosa que hi hagi darrere.
En cas que la peça atacada no sigui el rei, es tracta d'una enfilada relativa, i en aquest cas la peça atacada no està obligada a moure, sinó que podria romandre a la seva casella, a risc de ser capturada, per protegir de la captura la peça menys valuosa que hi hagi darrere.
| Exemple animat d'una enfilada relativa | Exemple animat d'una enfilada absoluta |
| -------------------------------------- | -------------------------------------- |
| Exemple animat d'una enfilada relativa | Exemple animat d'una enfilada absoluta |

## Peons
Els peons són extremadament útils en la partida, i molt més poderosos del que sembla a primer cop d'ull. Per exemple, ja que són les peces menys valuoses, poden ser emprats per capturar avantatjosament qualsevol peça rival defensada. L'amenaça d'un únic peó pot forçar una peça més poderosa, com una torre o un cavall, a retirar-se. Una jugada de peó pot donar pas a una amenaça oculta (vegeu atacs a la descoberta). També, quan els peons fan una formació en diagonal, amb els peons d'avantguarda protegits pels peons del darrere, formen un mur pràcticament impenetrable capaç de protegir de manera molt efectiva qualsevol peça que estigui darrere la formació. A més a més, un peó que hagi progressat fins a l'altre extrem del tauler pot ser promocionat a qualsevol altra peça llevat del rei. Això no obstant, una estructura de peons feble pot significar una gran debilitat.

## Sacrificis
|   | a | b | c | d | e | f | g | h |   |
| 8 | a8 negres torre · c8 negres alfil · d8 negres dama · e8 negres torre · g8 negres rei · a7 negres peó · b7 negres peó · d7 negres cavall · f7 negres peó · g7 negres peó · h7 blanques alfil · d6 negres alfil · e6 negres peó · d4 negres peó · c3 blanques peó · f3 blanques cavall · a2 blanques peó · b2 blanques peó · f2 blanques peó · g2 blanques peó · h2 blanques peó · a1 blanques torre · c1 blanques alfil · d1 blanques dama · e1 blanques torre · g1 blanques rei | a8 negres torre · c8 negres alfil · d8 negres dama · e8 negres torre · g8 negres rei · a7 negres peó · b7 negres peó · d7 negres cavall · f7 negres peó · g7 negres peó · h7 blanques alfil · d6 negres alfil · e6 negres peó · d4 negres peó · c3 blanques peó · f3 blanques cavall · a2 blanques peó · b2 blanques peó · f2 blanques peó · g2 blanques peó · h2 blanques peó · a1 blanques torre · c1 blanques alfil · d1 blanques dama · e1 blanques torre · g1 blanques rei | a8 negres torre · c8 negres alfil · d8 negres dama · e8 negres torre · g8 negres rei · a7 negres peó · b7 negres peó · d7 negres cavall · f7 negres peó · g7 negres peó · h7 blanques alfil · d6 negres alfil · e6 negres peó · d4 negres peó · c3 blanques peó · f3 blanques cavall · a2 blanques peó · b2 blanques peó · f2 blanques peó · g2 blanques peó · h2 blanques peó · a1 blanques torre · c1 blanques alfil · d1 blanques dama · e1 blanques torre · g1 blanques rei | a8 negres torre · c8 negres alfil · d8 negres dama · e8 negres torre · g8 negres rei · a7 negres peó · b7 negres peó · d7 negres cavall · f7 negres peó · g7 negres peó · h7 blanques alfil · d6 negres alfil · e6 negres peó · d4 negres peó · c3 blanques peó · f3 blanques cavall · a2 blanques peó · b2 blanques peó · f2 blanques peó · g2 blanques peó · h2 blanques peó · a1 blanques torre · c1 blanques alfil · d1 blanques dama · e1 blanques torre · g1 blanques rei | a8 negres torre · c8 negres alfil · d8 negres dama · e8 negres torre · g8 negres rei · a7 negres peó · b7 negres peó · d7 negres cavall · f7 negres peó · g7 negres peó · h7 blanques alfil · d6 negres alfil · e6 negres peó · d4 negres peó · c3 blanques peó · f3 blanques cavall · a2 blanques peó · b2 blanques peó · f2 blanques peó · g2 blanques peó · h2 blanques peó · a1 blanques torre · c1 blanques alfil · d1 blanques dama · e1 blanques torre · g1 blanques rei | a8 negres torre · c8 negres alfil · d8 negres dama · e8 negres torre · g8 negres rei · a7 negres peó · b7 negres peó · d7 negres cavall · f7 negres peó · g7 negres peó · h7 blanques alfil · d6 negres alfil · e6 negres peó · d4 negres peó · c3 blanques peó · f3 blanques cavall · a2 blanques peó · b2 blanques peó · f2 blanques peó · g2 blanques peó · h2 blanques peó · a1 blanques torre · c1 blanques alfil · d1 blanques dama · e1 blanques torre · g1 blanques rei | a8 negres torre · c8 negres alfil · d8 negres dama · e8 negres torre · g8 negres rei · a7 negres peó · b7 negres peó · d7 negres cavall · f7 negres peó · g7 negres peó · h7 blanques alfil · d6 negres alfil · e6 negres peó · d4 negres peó · c3 blanques peó · f3 blanques cavall · a2 blanques peó · b2 blanques peó · f2 blanques peó · g2 blanques peó · h2 blanques peó · a1 blanques torre · c1 blanques alfil · d1 blanques dama · e1 blanques torre · g1 blanques rei | a8 negres torre · c8 negres alfil · d8 negres dama · e8 negres torre · g8 negres rei · a7 negres peó · b7 negres peó · d7 negres cavall · f7 negres peó · g7 negres peó · h7 blanques alfil · d6 negres alfil · e6 negres peó · d4 negres peó · c3 blanques peó · f3 blanques cavall · a2 blanques peó · b2 blanques peó · f2 blanques peó · g2 blanques peó · h2 blanques peó · a1 blanques torre · c1 blanques alfil · d1 blanques dama · e1 blanques torre · g1 blanques rei | 8 |
| 7 | a8 negres torre · c8 negres alfil · d8 negres dama · e8 negres torre · g8 negres rei · a7 negres peó · b7 negres peó · d7 negres cavall · f7 negres peó · g7 negres peó · h7 blanques alfil · d6 negres alfil · e6 negres peó · d4 negres peó · c3 blanques peó · f3 blanques cavall · a2 blanques peó · b2 blanques peó · f2 blanques peó · g2 blanques peó · h2 blanques peó · a1 blanques torre · c1 blanques alfil · d1 blanques dama · e1 blanques torre · g1 blanques rei | a8 negres torre · c8 negres alfil · d8 negres dama · e8 negres torre · g8 negres rei · a7 negres peó · b7 negres peó · d7 negres cavall · f7 negres peó · g7 negres peó · h7 blanques alfil · d6 negres alfil · e6 negres peó · d4 negres peó · c3 blanques peó · f3 blanques cavall · a2 blanques peó · b2 blanques peó · f2 blanques peó · g2 blanques peó · h2 blanques peó · a1 blanques torre · c1 blanques alfil · d1 blanques dama · e1 blanques torre · g1 blanques rei | a8 negres torre · c8 negres alfil · d8 negres dama · e8 negres torre · g8 negres rei · a7 negres peó · b7 negres peó · d7 negres cavall · f7 negres peó · g7 negres peó · h7 blanques alfil · d6 negres alfil · e6 negres peó · d4 negres peó · c3 blanques peó · f3 blanques cavall · a2 blanques peó · b2 blanques peó · f2 blanques peó · g2 blanques peó · h2 blanques peó · a1 blanques torre · c1 blanques alfil · d1 blanques dama · e1 blanques torre · g1 blanques rei | a8 negres torre · c8 negres alfil · d8 negres dama · e8 negres torre · g8 negres rei · a7 negres peó · b7 negres peó · d7 negres cavall · f7 negres peó · g7 negres peó · h7 blanques alfil · d6 negres alfil · e6 negres peó · d4 negres peó · c3 blanques peó · f3 blanques cavall · a2 blanques peó · b2 blanques peó · f2 blanques peó · g2 blanques peó · h2 blanques peó · a1 blanques torre · c1 blanques alfil · d1 blanques dama · e1 blanques torre · g1 blanques rei | a8 negres torre · c8 negres alfil · d8 negres dama · e8 negres torre · g8 negres rei · a7 negres peó · b7 negres peó · d7 negres cavall · f7 negres peó · g7 negres peó · h7 blanques alfil · d6 negres alfil · e6 negres peó · d4 negres peó · c3 blanques peó · f3 blanques cavall · a2 blanques peó · b2 blanques peó · f2 blanques peó · g2 blanques peó · h2 blanques peó · a1 blanques torre · c1 blanques alfil · d1 blanques dama · e1 blanques torre · g1 blanques rei | a8 negres torre · c8 negres alfil · d8 negres dama · e8 negres torre · g8 negres rei · a7 negres peó · b7 negres peó · d7 negres cavall · f7 negres peó · g7 negres peó · h7 blanques alfil · d6 negres alfil · e6 negres peó · d4 negres peó · c3 blanques peó · f3 blanques cavall · a2 blanques peó · b2 blanques peó · f2 blanques peó · g2 blanques peó · h2 blanques peó · a1 blanques torre · c1 blanques alfil · d1 blanques dama · e1 blanques torre · g1 blanques rei | a8 negres torre · c8 negres alfil · d8 negres dama · e8 negres torre · g8 negres rei · a7 negres peó · b7 negres peó · d7 negres cavall · f7 negres peó · g7 negres peó · h7 blanques alfil · d6 negres alfil · e6 negres peó · d4 negres peó · c3 blanques peó · f3 blanques cavall · a2 blanques peó · b2 blanques peó · f2 blanques peó · g2 blanques peó · h2 blanques peó · a1 blanques torre · c1 blanques alfil · d1 blanques dama · e1 blanques torre · g1 blanques rei | a8 negres torre · c8 negres alfil · d8 negres dama · e8 negres torre · g8 negres rei · a7 negres peó · b7 negres peó · d7 negres cavall · f7 negres peó · g7 negres peó · h7 blanques alfil · d6 negres alfil · e6 negres peó · d4 negres peó · c3 blanques peó · f3 blanques cavall · a2 blanques peó · b2 blanques peó · f2 blanques peó · g2 blanques peó · h2 blanques peó · a1 blanques torre · c1 blanques alfil · d1 blanques dama · e1 blanques torre · g1 blanques rei | 7 |
| 6 | a8 negres torre · c8 negres alfil · d8 negres dama · e8 negres torre · g8 negres rei · a7 negres peó · b7 negres peó · d7 negres cavall · f7 negres peó · g7 negres peó · h7 blanques alfil · d6 negres alfil · e6 negres peó · d4 negres peó · c3 blanques peó · f3 blanques cavall · a2 blanques peó · b2 blanques peó · f2 blanques peó · g2 blanques peó · h2 blanques peó · a1 blanques torre · c1 blanques alfil · d1 blanques dama · e1 blanques torre · g1 blanques rei | a8 negres torre · c8 negres alfil · d8 negres dama · e8 negres torre · g8 negres rei · a7 negres peó · b7 negres peó · d7 negres cavall · f7 negres peó · g7 negres peó · h7 blanques alfil · d6 negres alfil · e6 negres peó · d4 negres peó · c3 blanques peó · f3 blanques cavall · a2 blanques peó · b2 blanques peó · f2 blanques peó · g2 blanques peó · h2 blanques peó · a1 blanques torre · c1 blanques alfil · d1 blanques dama · e1 blanques torre · g1 blanques rei | a8 negres torre · c8 negres alfil · d8 negres dama · e8 negres torre · g8 negres rei · a7 negres peó · b7 negres peó · d7 negres cavall · f7 negres peó · g7 negres peó · h7 blanques alfil · d6 negres alfil · e6 negres peó · d4 negres peó · c3 blanques peó · f3 blanques cavall · a2 blanques peó · b2 blanques peó · f2 blanques peó · g2 blanques peó · h2 blanques peó · a1 blanques torre · c1 blanques alfil · d1 blanques dama · e1 blanques torre · g1 blanques rei | a8 negres torre · c8 negres alfil · d8 negres dama · e8 negres torre · g8 negres rei · a7 negres peó · b7 negres peó · d7 negres cavall · f7 negres peó · g7 negres peó · h7 blanques alfil · d6 negres alfil · e6 negres peó · d4 negres peó · c3 blanques peó · f3 blanques cavall · a2 blanques peó · b2 blanques peó · f2 blanques peó · g2 blanques peó · h2 blanques peó · a1 blanques torre · c1 blanques alfil · d1 blanques dama · e1 blanques torre · g1 blanques rei | a8 negres torre · c8 negres alfil · d8 negres dama · e8 negres torre · g8 negres rei · a7 negres peó · b7 negres peó · d7 negres cavall · f7 negres peó · g7 negres peó · h7 blanques alfil · d6 negres alfil · e6 negres peó · d4 negres peó · c3 blanques peó · f3 blanques cavall · a2 blanques peó · b2 blanques peó · f2 blanques peó · g2 blanques peó · h2 blanques peó · a1 blanques torre · c1 blanques alfil · d1 blanques dama · e1 blanques torre · g1 blanques rei | a8 negres torre · c8 negres alfil · d8 negres dama · e8 negres torre · g8 negres rei · a7 negres peó · b7 negres peó · d7 negres cavall · f7 negres peó · g7 negres peó · h7 blanques alfil · d6 negres alfil · e6 negres peó · d4 negres peó · c3 blanques peó · f3 blanques cavall · a2 blanques peó · b2 blanques peó · f2 blanques peó · g2 blanques peó · h2 blanques peó · a1 blanques torre · c1 blanques alfil · d1 blanques dama · e1 blanques torre · g1 blanques rei | a8 negres torre · c8 negres alfil · d8 negres dama · e8 negres torre · g8 negres rei · a7 negres peó · b7 negres peó · d7 negres cavall · f7 negres peó · g7 negres peó · h7 blanques alfil · d6 negres alfil · e6 negres peó · d4 negres peó · c3 blanques peó · f3 blanques cavall · a2 blanques peó · b2 blanques peó · f2 blanques peó · g2 blanques peó · h2 blanques peó · a1 blanques torre · c1 blanques alfil · d1 blanques dama · e1 blanques torre · g1 blanques rei | a8 negres torre · c8 negres alfil · d8 negres dama · e8 negres torre · g8 negres rei · a7 negres peó · b7 negres peó · d7 negres cavall · f7 negres peó · g7 negres peó · h7 blanques alfil · d6 negres alfil · e6 negres peó · d4 negres peó · c3 blanques peó · f3 blanques cavall · a2 blanques peó · b2 blanques peó · f2 blanques peó · g2 blanques peó · h2 blanques peó · a1 blanques torre · c1 blanques alfil · d1 blanques dama · e1 blanques torre · g1 blanques rei | 6 |
| 5 | a8 negres torre · c8 negres alfil · d8 negres dama · e8 negres torre · g8 negres rei · a7 negres peó · b7 negres peó · d7 negres cavall · f7 negres peó · g7 negres peó · h7 blanques alfil · d6 negres alfil · e6 negres peó · d4 negres peó · c3 blanques peó · f3 blanques cavall · a2 blanques peó · b2 blanques peó · f2 blanques peó · g2 blanques peó · h2 blanques peó · a1 blanques torre · c1 blanques alfil · d1 blanques dama · e1 blanques torre · g1 blanques rei | a8 negres torre · c8 negres alfil · d8 negres dama · e8 negres torre · g8 negres rei · a7 negres peó · b7 negres peó · d7 negres cavall · f7 negres peó · g7 negres peó · h7 blanques alfil · d6 negres alfil · e6 negres peó · d4 negres peó · c3 blanques peó · f3 blanques cavall · a2 blanques peó · b2 blanques peó · f2 blanques peó · g2 blanques peó · h2 blanques peó · a1 blanques torre · c1 blanques alfil · d1 blanques dama · e1 blanques torre · g1 blanques rei | a8 negres torre · c8 negres alfil · d8 negres dama · e8 negres torre · g8 negres rei · a7 negres peó · b7 negres peó · d7 negres cavall · f7 negres peó · g7 negres peó · h7 blanques alfil · d6 negres alfil · e6 negres peó · d4 negres peó · c3 blanques peó · f3 blanques cavall · a2 blanques peó · b2 blanques peó · f2 blanques peó · g2 blanques peó · h2 blanques peó · a1 blanques torre · c1 blanques alfil · d1 blanques dama · e1 blanques torre · g1 blanques rei | a8 negres torre · c8 negres alfil · d8 negres dama · e8 negres torre · g8 negres rei · a7 negres peó · b7 negres peó · d7 negres cavall · f7 negres peó · g7 negres peó · h7 blanques alfil · d6 negres alfil · e6 negres peó · d4 negres peó · c3 blanques peó · f3 blanques cavall · a2 blanques peó · b2 blanques peó · f2 blanques peó · g2 blanques peó · h2 blanques peó · a1 blanques torre · c1 blanques alfil · d1 blanques dama · e1 blanques torre · g1 blanques rei | a8 negres torre · c8 negres alfil · d8 negres dama · e8 negres torre · g8 negres rei · a7 negres peó · b7 negres peó · d7 negres cavall · f7 negres peó · g7 negres peó · h7 blanques alfil · d6 negres alfil · e6 negres peó · d4 negres peó · c3 blanques peó · f3 blanques cavall · a2 blanques peó · b2 blanques peó · f2 blanques peó · g2 blanques peó · h2 blanques peó · a1 blanques torre · c1 blanques alfil · d1 blanques dama · e1 blanques torre · g1 blanques rei | a8 negres torre · c8 negres alfil · d8 negres dama · e8 negres torre · g8 negres rei · a7 negres peó · b7 negres peó · d7 negres cavall · f7 negres peó · g7 negres peó · h7 blanques alfil · d6 negres alfil · e6 negres peó · d4 negres peó · c3 blanques peó · f3 blanques cavall · a2 blanques peó · b2 blanques peó · f2 blanques peó · g2 blanques peó · h2 blanques peó · a1 blanques torre · c1 blanques alfil · d1 blanques dama · e1 blanques torre · g1 blanques rei | a8 negres torre · c8 negres alfil · d8 negres dama · e8 negres torre · g8 negres rei · a7 negres peó · b7 negres peó · d7 negres cavall · f7 negres peó · g7 negres peó · h7 blanques alfil · d6 negres alfil · e6 negres peó · d4 negres peó · c3 blanques peó · f3 blanques cavall · a2 blanques peó · b2 blanques peó · f2 blanques peó · g2 blanques peó · h2 blanques peó · a1 blanques torre · c1 blanques alfil · d1 blanques dama · e1 blanques torre · g1 blanques rei | a8 negres torre · c8 negres alfil · d8 negres dama · e8 negres torre · g8 negres rei · a7 negres peó · b7 negres peó · d7 negres cavall · f7 negres peó · g7 negres peó · h7 blanques alfil · d6 negres alfil · e6 negres peó · d4 negres peó · c3 blanques peó · f3 blanques cavall · a2 blanques peó · b2 blanques peó · f2 blanques peó · g2 blanques peó · h2 blanques peó · a1 blanques torre · c1 blanques alfil · d1 blanques dama · e1 blanques torre · g1 blanques rei | 5 |
| 4 | a8 negres torre · c8 negres alfil · d8 negres dama · e8 negres torre · g8 negres rei · a7 negres peó · b7 negres peó · d7 negres cavall · f7 negres peó · g7 negres peó · h7 blanques alfil · d6 negres alfil · e6 negres peó · d4 negres peó · c3 blanques peó · f3 blanques cavall · a2 blanques peó · b2 blanques peó · f2 blanques peó · g2 blanques peó · h2 blanques peó · a1 blanques torre · c1 blanques alfil · d1 blanques dama · e1 blanques torre · g1 blanques rei | a8 negres torre · c8 negres alfil · d8 negres dama · e8 negres torre · g8 negres rei · a7 negres peó · b7 negres peó · d7 negres cavall · f7 negres peó · g7 negres peó · h7 blanques alfil · d6 negres alfil · e6 negres peó · d4 negres peó · c3 blanques peó · f3 blanques cavall · a2 blanques peó · b2 blanques peó · f2 blanques peó · g2 blanques peó · h2 blanques peó · a1 blanques torre · c1 blanques alfil · d1 blanques dama · e1 blanques torre · g1 blanques rei | a8 negres torre · c8 negres alfil · d8 negres dama · e8 negres torre · g8 negres rei · a7 negres peó · b7 negres peó · d7 negres cavall · f7 negres peó · g7 negres peó · h7 blanques alfil · d6 negres alfil · e6 negres peó · d4 negres peó · c3 blanques peó · f3 blanques cavall · a2 blanques peó · b2 blanques peó · f2 blanques peó · g2 blanques peó · h2 blanques peó · a1 blanques torre · c1 blanques alfil · d1 blanques dama · e1 blanques torre · g1 blanques rei | a8 negres torre · c8 negres alfil · d8 negres dama · e8 negres torre · g8 negres rei · a7 negres peó · b7 negres peó · d7 negres cavall · f7 negres peó · g7 negres peó · h7 blanques alfil · d6 negres alfil · e6 negres peó · d4 negres peó · c3 blanques peó · f3 blanques cavall · a2 blanques peó · b2 blanques peó · f2 blanques peó · g2 blanques peó · h2 blanques peó · a1 blanques torre · c1 blanques alfil · d1 blanques dama · e1 blanques torre · g1 blanques rei | a8 negres torre · c8 negres alfil · d8 negres dama · e8 negres torre · g8 negres rei · a7 negres peó · b7 negres peó · d7 negres cavall · f7 negres peó · g7 negres peó · h7 blanques alfil · d6 negres alfil · e6 negres peó · d4 negres peó · c3 blanques peó · f3 blanques cavall · a2 blanques peó · b2 blanques peó · f2 blanques peó · g2 blanques peó · h2 blanques peó · a1 blanques torre · c1 blanques alfil · d1 blanques dama · e1 blanques torre · g1 blanques rei | a8 negres torre · c8 negres alfil · d8 negres dama · e8 negres torre · g8 negres rei · a7 negres peó · b7 negres peó · d7 negres cavall · f7 negres peó · g7 negres peó · h7 blanques alfil · d6 negres alfil · e6 negres peó · d4 negres peó · c3 blanques peó · f3 blanques cavall · a2 blanques peó · b2 blanques peó · f2 blanques peó · g2 blanques peó · h2 blanques peó · a1 blanques torre · c1 blanques alfil · d1 blanques dama · e1 blanques torre · g1 blanques rei | a8 negres torre · c8 negres alfil · d8 negres dama · e8 negres torre · g8 negres rei · a7 negres peó · b7 negres peó · d7 negres cavall · f7 negres peó · g7 negres peó · h7 blanques alfil · d6 negres alfil · e6 negres peó · d4 negres peó · c3 blanques peó · f3 blanques cavall · a2 blanques peó · b2 blanques peó · f2 blanques peó · g2 blanques peó · h2 blanques peó · a1 blanques torre · c1 blanques alfil · d1 blanques dama · e1 blanques torre · g1 blanques rei | a8 negres torre · c8 negres alfil · d8 negres dama · e8 negres torre · g8 negres rei · a7 negres peó · b7 negres peó · d7 negres cavall · f7 negres peó · g7 negres peó · h7 blanques alfil · d6 negres alfil · e6 negres peó · d4 negres peó · c3 blanques peó · f3 blanques cavall · a2 blanques peó · b2 blanques peó · f2 blanques peó · g2 blanques peó · h2 blanques peó · a1 blanques torre · c1 blanques alfil · d1 blanques dama · e1 blanques torre · g1 blanques rei | 4 |
| 3 | a8 negres torre · c8 negres alfil · d8 negres dama · e8 negres torre · g8 negres rei · a7 negres peó · b7 negres peó · d7 negres cavall · f7 negres peó · g7 negres peó · h7 blanques alfil · d6 negres alfil · e6 negres peó · d4 negres peó · c3 blanques peó · f3 blanques cavall · a2 blanques peó · b2 blanques peó · f2 blanques peó · g2 blanques peó · h2 blanques peó · a1 blanques torre · c1 blanques alfil · d1 blanques dama · e1 blanques torre · g1 blanques rei | a8 negres torre · c8 negres alfil · d8 negres dama · e8 negres torre · g8 negres rei · a7 negres peó · b7 negres peó · d7 negres cavall · f7 negres peó · g7 negres peó · h7 blanques alfil · d6 negres alfil · e6 negres peó · d4 negres peó · c3 blanques peó · f3 blanques cavall · a2 blanques peó · b2 blanques peó · f2 blanques peó · g2 blanques peó · h2 blanques peó · a1 blanques torre · c1 blanques alfil · d1 blanques dama · e1 blanques torre · g1 blanques rei | a8 negres torre · c8 negres alfil · d8 negres dama · e8 negres torre · g8 negres rei · a7 negres peó · b7 negres peó · d7 negres cavall · f7 negres peó · g7 negres peó · h7 blanques alfil · d6 negres alfil · e6 negres peó · d4 negres peó · c3 blanques peó · f3 blanques cavall · a2 blanques peó · b2 blanques peó · f2 blanques peó · g2 blanques peó · h2 blanques peó · a1 blanques torre · c1 blanques alfil · d1 blanques dama · e1 blanques torre · g1 blanques rei | a8 negres torre · c8 negres alfil · d8 negres dama · e8 negres torre · g8 negres rei · a7 negres peó · b7 negres peó · d7 negres cavall · f7 negres peó · g7 negres peó · h7 blanques alfil · d6 negres alfil · e6 negres peó · d4 negres peó · c3 blanques peó · f3 blanques cavall · a2 blanques peó · b2 blanques peó · f2 blanques peó · g2 blanques peó · h2 blanques peó · a1 blanques torre · c1 blanques alfil · d1 blanques dama · e1 blanques torre · g1 blanques rei | a8 negres torre · c8 negres alfil · d8 negres dama · e8 negres torre · g8 negres rei · a7 negres peó · b7 negres peó · d7 negres cavall · f7 negres peó · g7 negres peó · h7 blanques alfil · d6 negres alfil · e6 negres peó · d4 negres peó · c3 blanques peó · f3 blanques cavall · a2 blanques peó · b2 blanques peó · f2 blanques peó · g2 blanques peó · h2 blanques peó · a1 blanques torre · c1 blanques alfil · d1 blanques dama · e1 blanques torre · g1 blanques rei | a8 negres torre · c8 negres alfil · d8 negres dama · e8 negres torre · g8 negres rei · a7 negres peó · b7 negres peó · d7 negres cavall · f7 negres peó · g7 negres peó · h7 blanques alfil · d6 negres alfil · e6 negres peó · d4 negres peó · c3 blanques peó · f3 blanques cavall · a2 blanques peó · b2 blanques peó · f2 blanques peó · g2 blanques peó · h2 blanques peó · a1 blanques torre · c1 blanques alfil · d1 blanques dama · e1 blanques torre · g1 blanques rei | a8 negres torre · c8 negres alfil · d8 negres dama · e8 negres torre · g8 negres rei · a7 negres peó · b7 negres peó · d7 negres cavall · f7 negres peó · g7 negres peó · h7 blanques alfil · d6 negres alfil · e6 negres peó · d4 negres peó · c3 blanques peó · f3 blanques cavall · a2 blanques peó · b2 blanques peó · f2 blanques peó · g2 blanques peó · h2 blanques peó · a1 blanques torre · c1 blanques alfil · d1 blanques dama · e1 blanques torre · g1 blanques rei | a8 negres torre · c8 negres alfil · d8 negres dama · e8 negres torre · g8 negres rei · a7 negres peó · b7 negres peó · d7 negres cavall · f7 negres peó · g7 negres peó · h7 blanques alfil · d6 negres alfil · e6 negres peó · d4 negres peó · c3 blanques peó · f3 blanques cavall · a2 blanques peó · b2 blanques peó · f2 blanques peó · g2 blanques peó · h2 blanques peó · a1 blanques torre · c1 blanques alfil · d1 blanques dama · e1 blanques torre · g1 blanques rei | 3 |
| 2 | a8 negres torre · c8 negres alfil · d8 negres dama · e8 negres torre · g8 negres rei · a7 negres peó · b7 negres peó · d7 negres cavall · f7 negres peó · g7 negres peó · h7 blanques alfil · d6 negres alfil · e6 negres peó · d4 negres peó · c3 blanques peó · f3 blanques cavall · a2 blanques peó · b2 blanques peó · f2 blanques peó · g2 blanques peó · h2 blanques peó · a1 blanques torre · c1 blanques alfil · d1 blanques dama · e1 blanques torre · g1 blanques rei | a8 negres torre · c8 negres alfil · d8 negres dama · e8 negres torre · g8 negres rei · a7 negres peó · b7 negres peó · d7 negres cavall · f7 negres peó · g7 negres peó · h7 blanques alfil · d6 negres alfil · e6 negres peó · d4 negres peó · c3 blanques peó · f3 blanques cavall · a2 blanques peó · b2 blanques peó · f2 blanques peó · g2 blanques peó · h2 blanques peó · a1 blanques torre · c1 blanques alfil · d1 blanques dama · e1 blanques torre · g1 blanques rei | a8 negres torre · c8 negres alfil · d8 negres dama · e8 negres torre · g8 negres rei · a7 negres peó · b7 negres peó · d7 negres cavall · f7 negres peó · g7 negres peó · h7 blanques alfil · d6 negres alfil · e6 negres peó · d4 negres peó · c3 blanques peó · f3 blanques cavall · a2 blanques peó · b2 blanques peó · f2 blanques peó · g2 blanques peó · h2 blanques peó · a1 blanques torre · c1 blanques alfil · d1 blanques dama · e1 blanques torre · g1 blanques rei | a8 negres torre · c8 negres alfil · d8 negres dama · e8 negres torre · g8 negres rei · a7 negres peó · b7 negres peó · d7 negres cavall · f7 negres peó · g7 negres peó · h7 blanques alfil · d6 negres alfil · e6 negres peó · d4 negres peó · c3 blanques peó · f3 blanques cavall · a2 blanques peó · b2 blanques peó · f2 blanques peó · g2 blanques peó · h2 blanques peó · a1 blanques torre · c1 blanques alfil · d1 blanques dama · e1 blanques torre · g1 blanques rei | a8 negres torre · c8 negres alfil · d8 negres dama · e8 negres torre · g8 negres rei · a7 negres peó · b7 negres peó · d7 negres cavall · f7 negres peó · g7 negres peó · h7 blanques alfil · d6 negres alfil · e6 negres peó · d4 negres peó · c3 blanques peó · f3 blanques cavall · a2 blanques peó · b2 blanques peó · f2 blanques peó · g2 blanques peó · h2 blanques peó · a1 blanques torre · c1 blanques alfil · d1 blanques dama · e1 blanques torre · g1 blanques rei | a8 negres torre · c8 negres alfil · d8 negres dama · e8 negres torre · g8 negres rei · a7 negres peó · b7 negres peó · d7 negres cavall · f7 negres peó · g7 negres peó · h7 blanques alfil · d6 negres alfil · e6 negres peó · d4 negres peó · c3 blanques peó · f3 blanques cavall · a2 blanques peó · b2 blanques peó · f2 blanques peó · g2 blanques peó · h2 blanques peó · a1 blanques torre · c1 blanques alfil · d1 blanques dama · e1 blanques torre · g1 blanques rei | a8 negres torre · c8 negres alfil · d8 negres dama · e8 negres torre · g8 negres rei · a7 negres peó · b7 negres peó · d7 negres cavall · f7 negres peó · g7 negres peó · h7 blanques alfil · d6 negres alfil · e6 negres peó · d4 negres peó · c3 blanques peó · f3 blanques cavall · a2 blanques peó · b2 blanques peó · f2 blanques peó · g2 blanques peó · h2 blanques peó · a1 blanques torre · c1 blanques alfil · d1 blanques dama · e1 blanques torre · g1 blanques rei | a8 negres torre · c8 negres alfil · d8 negres dama · e8 negres torre · g8 negres rei · a7 negres peó · b7 negres peó · d7 negres cavall · f7 negres peó · g7 negres peó · h7 blanques alfil · d6 negres alfil · e6 negres peó · d4 negres peó · c3 blanques peó · f3 blanques cavall · a2 blanques peó · b2 blanques peó · f2 blanques peó · g2 blanques peó · h2 blanques peó · a1 blanques torre · c1 blanques alfil · d1 blanques dama · e1 blanques torre · g1 blanques rei | 2 |
| 1 | a8 negres torre · c8 negres alfil · d8 negres dama · e8 negres torre · g8 negres rei · a7 negres peó · b7 negres peó · d7 negres cavall · f7 negres peó · g7 negres peó · h7 blanques alfil · d6 negres alfil · e6 negres peó · d4 negres peó · c3 blanques peó · f3 blanques cavall · a2 blanques peó · b2 blanques peó · f2 blanques peó · g2 blanques peó · h2 blanques peó · a1 blanques torre · c1 blanques alfil · d1 blanques dama · e1 blanques torre · g1 blanques rei | a8 negres torre · c8 negres alfil · d8 negres dama · e8 negres torre · g8 negres rei · a7 negres peó · b7 negres peó · d7 negres cavall · f7 negres peó · g7 negres peó · h7 blanques alfil · d6 negres alfil · e6 negres peó · d4 negres peó · c3 blanques peó · f3 blanques cavall · a2 blanques peó · b2 blanques peó · f2 blanques peó · g2 blanques peó · h2 blanques peó · a1 blanques torre · c1 blanques alfil · d1 blanques dama · e1 blanques torre · g1 blanques rei | a8 negres torre · c8 negres alfil · d8 negres dama · e8 negres torre · g8 negres rei · a7 negres peó · b7 negres peó · d7 negres cavall · f7 negres peó · g7 negres peó · h7 blanques alfil · d6 negres alfil · e6 negres peó · d4 negres peó · c3 blanques peó · f3 blanques cavall · a2 blanques peó · b2 blanques peó · f2 blanques peó · g2 blanques peó · h2 blanques peó · a1 blanques torre · c1 blanques alfil · d1 blanques dama · e1 blanques torre · g1 blanques rei | a8 negres torre · c8 negres alfil · d8 negres dama · e8 negres torre · g8 negres rei · a7 negres peó · b7 negres peó · d7 negres cavall · f7 negres peó · g7 negres peó · h7 blanques alfil · d6 negres alfil · e6 negres peó · d4 negres peó · c3 blanques peó · f3 blanques cavall · a2 blanques peó · b2 blanques peó · f2 blanques peó · g2 blanques peó · h2 blanques peó · a1 blanques torre · c1 blanques alfil · d1 blanques dama · e1 blanques torre · g1 blanques rei | a8 negres torre · c8 negres alfil · d8 negres dama · e8 negres torre · g8 negres rei · a7 negres peó · b7 negres peó · d7 negres cavall · f7 negres peó · g7 negres peó · h7 blanques alfil · d6 negres alfil · e6 negres peó · d4 negres peó · c3 blanques peó · f3 blanques cavall · a2 blanques peó · b2 blanques peó · f2 blanques peó · g2 blanques peó · h2 blanques peó · a1 blanques torre · c1 blanques alfil · d1 blanques dama · e1 blanques torre · g1 blanques rei | a8 negres torre · c8 negres alfil · d8 negres dama · e8 negres torre · g8 negres rei · a7 negres peó · b7 negres peó · d7 negres cavall · f7 negres peó · g7 negres peó · h7 blanques alfil · d6 negres alfil · e6 negres peó · d4 negres peó · c3 blanques peó · f3 blanques cavall · a2 blanques peó · b2 blanques peó · f2 blanques peó · g2 blanques peó · h2 blanques peó · a1 blanques torre · c1 blanques alfil · d1 blanques dama · e1 blanques torre · g1 blanques rei | a8 negres torre · c8 negres alfil · d8 negres dama · e8 negres torre · g8 negres rei · a7 negres peó · b7 negres peó · d7 negres cavall · f7 negres peó · g7 negres peó · h7 blanques alfil · d6 negres alfil · e6 negres peó · d4 negres peó · c3 blanques peó · f3 blanques cavall · a2 blanques peó · b2 blanques peó · f2 blanques peó · g2 blanques peó · h2 blanques peó · a1 blanques torre · c1 blanques alfil · d1 blanques dama · e1 blanques torre · g1 blanques rei | a8 negres torre · c8 negres alfil · d8 negres dama · e8 negres torre · g8 negres rei · a7 negres peó · b7 negres peó · d7 negres cavall · f7 negres peó · g7 negres peó · h7 blanques alfil · d6 negres alfil · e6 negres peó · d4 negres peó · c3 blanques peó · f3 blanques cavall · a2 blanques peó · b2 blanques peó · f2 blanques peó · g2 blanques peó · h2 blanques peó · a1 blanques torre · c1 blanques alfil · d1 blanques dama · e1 blanques torre · g1 blanques rei | 1 |
|   | a | b | c | d | e | f | g | h |   |

Sacrificar material és sovint necessari per trencar l'equilibri de la posició del rival. El material sacrificat de vegades es pot recuperar amb interessos algunes jugades més tard. Els sacrificis de peons a l'obertura són anomenats gambets; usualment no estan concebuts per a obtenir un guany a curt termini, sinó per assolir una posició més activa.
Els atacs directes contra el rei comencen sovint amb un sacrifici. Un exemple comú és sacrificar un alfil a h2 o bé a h7, fent escac, de manera que el rei usualment captura l'alfil, cosa que permet la dama en combinació amb un cavall de desenvolupar un atac fulminant.

## Zugzwang
El zugzwang (paraula en alemany que significa obligació de moure) ocorre quan un jugador és obligat a fer una jugada que en principi no desitjaria fer. El desavantatge per al jugador obligat a moure radica en el fet que preferiria passar i no fer cap jugada, però resulta que fer una jugada és obligatori en cada torn, a despit del fet que totes les jugades legals disponibles afebleixen la seva posició. Les situacions que impliquen zugzwang ocorren rarament, però quan es produeixen, ho fan gairebé sempre en el final, quan les opcions de jugada disponibles es redueixen.

## Zwischenzug
Zwischenzug (terme alemany per jugada intermedia o intermèdia) és un tema tàctic molt comú, mitjançant el qual, en lloc de prende mesures directes contra un atac, hom fa una jugada que provoca una nova contraamenaça fins i tot més devastadora que la del rival, sovint implicant un atac contra la dama o el rei. El rival no té més remei que atendre la contraamenaça abans d'executar la seva, de manera que això en realitat fa canviar la situació cap a un desavantatge.
El concepte de zwischenzug és sovint inclòs com a tema tàctic, però potser seria més precís anomenar-lo "tema anti-tàctic" o "contra-tàctic". L'efecte del zwischenzug és tal que en una partida canvia l'status previ al començament del tema tàctic, i la possibilitat de l'existència d'un zwischenzug fa que en la pràctica, les combinacions molt llargues siguin molt poc freqüents (i, quan es produeixen, més impressionants).